# Castelo de Silves
O Castelo de Silves é um monumento militar localizado na cidade, freguesia e município de Silves, no distrito de Faro, no Algarve, em Portugal. O conjunto das estruturas defensivas de Silves era constituído por dois elementos: uma muralha exterior que protegia parte da cidade, formando uma medina, e a fortaleza no seu interior, conhecido como alcáçova, situada no ponto mais elevado da colina. A alcáçova é a maior estrutura deste tipo no Algarve, e um dos mais importantes monumentos na região, sendo também considerado como o mais belo exemplo da arquitectura militar islâmica no país.
As defesas exteriores foram construídas logo nos primeiros anos da ocupação islâmica, no século VIII, nos primeiros anos do domínio muçulmano sobre a região, tendo atingido o seu auge no século XI, quando Silves se tornou na capital de uma taifa, um tipo de reino autónomo. A alcáçova foi provavelmente construída muito depois, durante o califado almóada (1121 - 1269). Porém, tanto a cidade como o castelo em si entraram em declínio após terem sido pela primeira vez pelas forças cristãs, em 1189. Foi retomada pelos muçulmanos apenas cerca de ano e meio depois, em 1191, mas a destruição provocada pelas campanhas militares impediu o seu renascimento. Ainda assim, o castelo foi depois alvo de grandes obras nos séculos XII e XIII. Silves foi definitivamente reconquistada em 1249, mas continuou em franca regressão, principalmente devido ao assoreamento do Rio Arade, apesar das várias tentativas da coroa em fomentar o seu desenvolvimento. No século XV, destaca-se a permanência do Infante D. Henrique em Silves, como alcaide. O castelo em si foi classificado como Monumento Nacional em 1910, enquanto que as muralhas da cidade e a Porta Almedina também foram protegidas como Monumento Nacional em 2012. Na década de 1940, a alcáçova foi alvo de grandes obras de restauro por parte do governo, tendo grande parte das muralhas e das torres sido reforçados ou reconstruídos.

## Caracterização

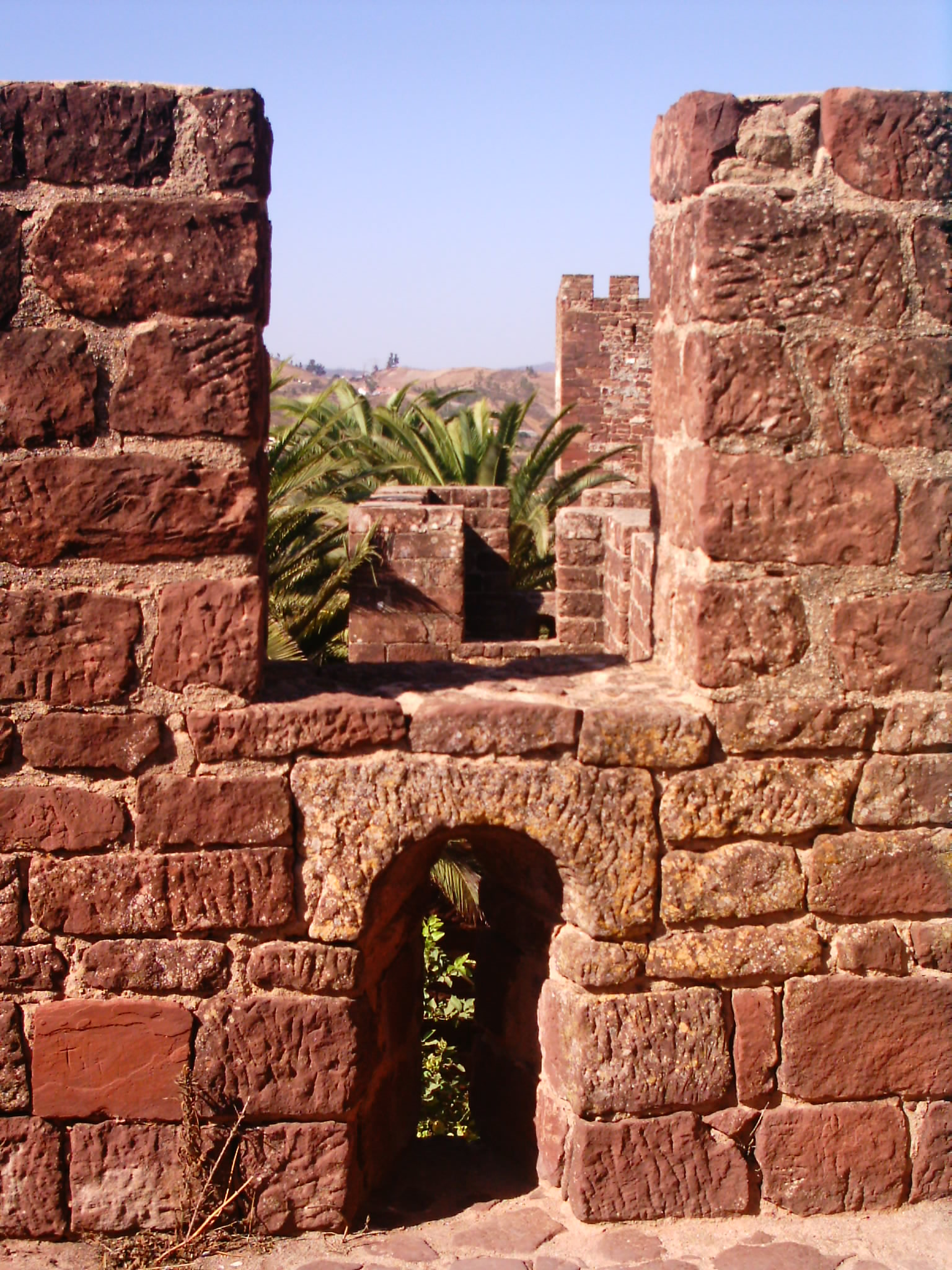
Pormenor de uma ameia no castelo.

### Importância e localização
O castelo de Silves é considerado como uma das mais importantes fortificações da época muçulmana no país. É um dos principais monumentos na região, e o mais importante do ponto de vista turístico no concelho de Silves, tendo recebido mais de 200 mil visitantes em 2014. Tanto a alcáçova como os vestígios da cerca da vila, incluindo a sua antiga entrada conhecida como Porta da Almedina, foram classificados como Monumento Nacional.
Situa-se na cidade de Silves, sobre uma pequena colina nas imediações da margem direita do Rio Arade, num local que permitia controlar toda a região em redor, principalmente a navegação fluvial pelo Rio Arade. A partir da alcáçova consegue-se ver a cidade de Portimão e a Serra de Monchique. Do ponto de vista geográfico, esta área situa-se na transição entre o barrocal algarvio e a região do Baixo Alentejo. A área urbana desenvolve-se pelas encostas nascente, sul e poente. As habitações definiam ruas íngremes e irregulares que se estendiam até ao rio Arade. Foi construído na extremidade nascente do topo de um cerro com 56 m de cota máxima, junto à margem direita deste rio, onde o casario era entrecortado por ruas íngremes e irregulares. Nos lados norte e levante da elevação referida, as encostas, muito inclinadas, proporcionavam boas condições naturais de defesa.

### Composição
O conjunto das defesas de Silves era principalmente constituído pela alcáçova, situado no ponto mais alto do cerro, e pela cerca da vila, formado por uma cintura de muralhas em redor da cidade. que originalmente encerravam uma área de cerca de 9,75 a 12 hectares. Estas muralhas externas rodeavam quase completamente a povoação, formando uma almedina. Existia também um terceiro conjunto de muralhas, de importância secundária, e que protegiam algumas partes da cidade não cercada pela cerca da vila, e a couraça, uma muralha que ia até às margens do rio. Tanto a alcáçova como a cerca da vila foram dispostas de forma a melhor se adaptar ao terreno, acompanhando as curvas de nível, com os lanços dos lados setentrionais e nascente a uma cota mais elevada, enquanto que os tramos Sul e poente estavam instalados a meia encosta. Estas estruturas enquadram-se na tipologia das fortalezas do período omíada, tendo vários elementos em comum com edifícios do mesmo periodo de construção sírio-palestiniana.
As defesas de Silves, como surgiam antes da campanha militar de 1189, foram descritas desta forma por Alexandre Herculano: «A linha das fortificações abrangia no seu ambito os edificios todos da povoação, que não continha menos de vinte a trinta mil almas. Circumdava uma extensa muralha o arrabalde, ao qual de certo modo se ligavam a almedina e a kassba pela couraça e por uma estrada cuberta, a qual, descendo pela encosta, vinha entrar na torre albarran, que juncto da cidade inferior atalaiava a campanha. Esta torre servia não tanto de defesa ao ponto em que estava situada, como á almedina; porque com os tiros disparados della seriam feridos pelas costas os que se aproximassem dos muros da cidade alta. A couraça que descia para o lado do rio Drade, [sic] defendida por quatro torres, offerecia passagem segura para os que moravam na almedina e na kassba descerem a prover-se de agua, que lá escaceava e que tinham abundancia num poço situado na extremidade daquela fortificação. Todas essas linhas de muralhas eram coroadas de torres, tão proximas, que a pedra despedida de qualquer dellas, salvando a immediata, ía bater na seguinte; e ainda nos logares ou mais expostos ou mais fracos a distancia de uma a outra se reduzia a metade. As entradas, emfim, das portas eram por tal modo tortuosas, formando angulos successivos, que seria mais facil transpôr os muros á escala vista do que penetrar por ellas».

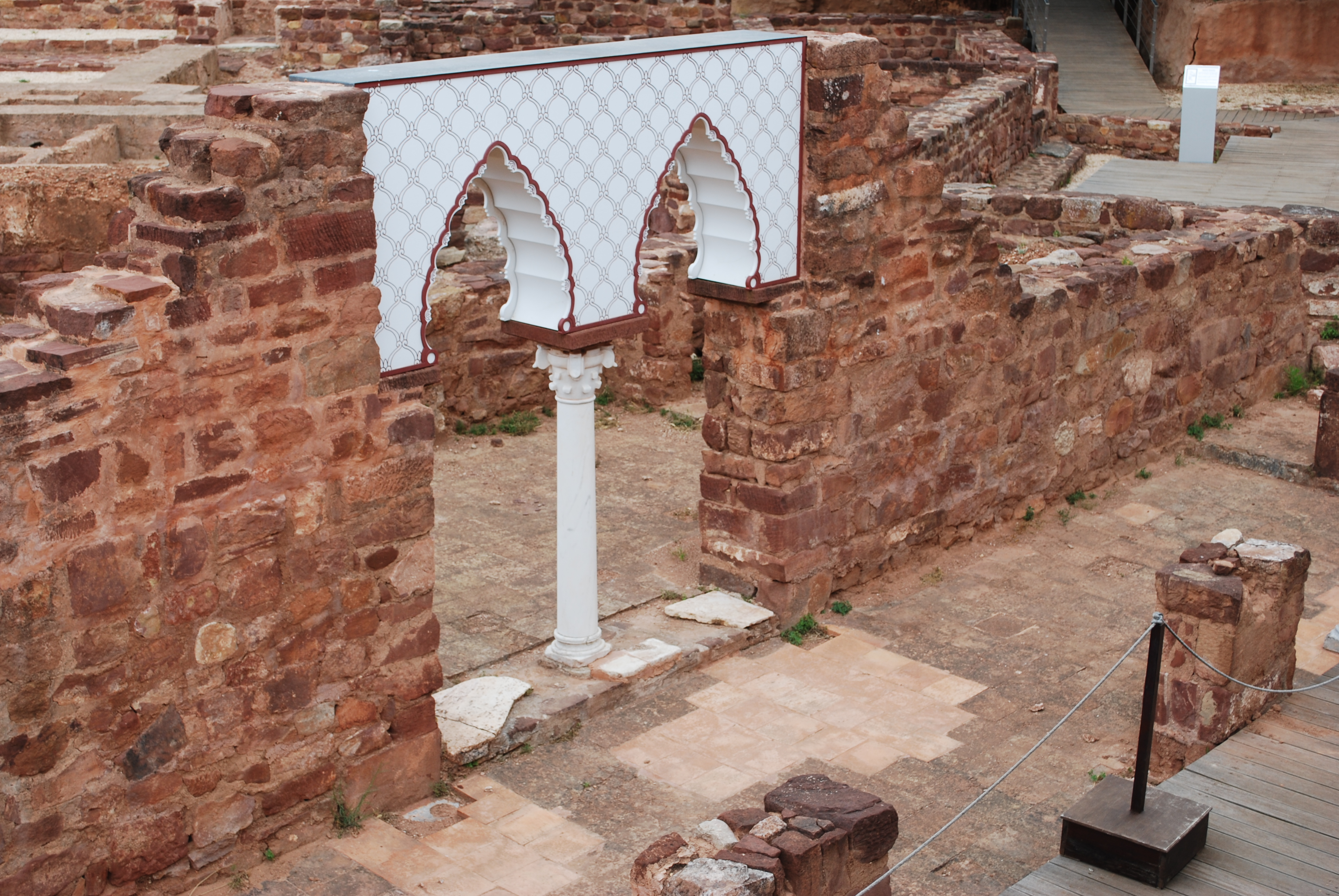
Reconstrução de um arco islâmico, na zona identificada como o Palácio das Varandas, no interior da alcáçova.

#### Alcáçova
A alcáçova tem uma planta em forma de polígono irregular, e possui onze torres quadrangulares, com cunhais reforçados em silharia. Duas das torres são albarrãs e nove são adossadas, e são compostas por uma alta torre de menagem, três torreões e sete quadrelas, com ameias, ligados por uma cortina de muralhas com adarve, rematadas por ameias com seteiras, ocupando uma área plana. As torres estão ligada ao caminho da ronda, com cerca de 388 m de extensão. Algumas das torres ainda apresentam elementos que foram introduzidos durante as grandes obras de restauro nos séculos XIV e XV, como portas com arcos góticos, de volta quebrada, e salas com cobertura em abóbada. A alcáçova foi construída com um maciço aparelho em taipa militar. O acesso é feito por por uma porta dupla com átrio, protegida por duas torres, junto das quais foi instalada a recepção e uma loja para os visitantes. Junto a esta entrada encontra-se uma estátua em bronze do rei D. Sancho I, que conquistou pela primeira vez o castelo de Silves. No lado setentrional da alcáçova encontra-se uma entrada secundária, a Porta da Traição, que permitia ultrapassar as muralhas exteriores de forma mais discreta, garantindo assim uma maior autonomia da alcáçova em relação à cidade em si.
Em termos de espaços verdes, foi feita a reconstituição de como seriam os jardins do Palácio das Varandas, de ambiência muçulmana, tendo sido plantadas várias espécies distintas como pimenteiras, romãzeiras, loendreiros, laranjeiras, limoeiros, figueiras, alecrim, mirtilos, hortelã, roseiras e canas-de-açúcar. Os jardins originais eram alimentados por canais, passando por debaixo do edifício contemporâneo onde foi instalada a casa de chá. Noutro ponto da alcáçova, junto às ruínas encontra-se uma tília de grandes dimensões, anterior às obras de reconstrução, e que é considerada como um dos símbolos do monumento.

Saúda em Silves, Abu Becre Amigo
Os lugares tão queridos para mim
Da minha inesquecível juventude.
Pergunta-lhes se ainda me recordam...
Saúda sobretudo o Xaradjibe,
Esse lindo Palácio das Varandas...
Diz-lhe que vive longe um cavaleiro
Que morre aos poucos por tornar a vê-lo.
 Nele viviam, fortes e audazes,
Guerreiros que aos meus olhos pareciam
Leões de solta juba embravecidos...
E mulheres inquietas e formosas,
Como gazelas brancas ao sol-pôr...
Como eu recordo as selvas em redor
E a poesia sem par dos seus recantos...

Adaptação de Guerra Roque, a partir de uma tradução para o espanhol de Garcia Gomez

##### Palácio das Varandas
No interior da alcáçova foram encontrados os vestígios de um edifício, que provavelmente correspondia a um palácio-fortaleza de dois pisos, de planta rectangular e uma área de 320 m². Os compartimentos no interior incluíam salas e alcovas, pátios, dois núcleos habitacionais, zonas privadas para banhos de configuração omíada, e vários jardins interiores, um deles porticado e com uma galeria superior. Destacam-se igualmente os revestimentos dos pisos, em mármores e ladrilhos, e das paredes e das arcarias, além dos profusos detalhes dos estuques, que comprovam a riqueza que o palácio atingiu. Era conhecido como Palácio Almóada ou Palácio das Varandas, nome pelo qual surge num poema de Al-Mutamid sobre Silves. Este edifício é de grande importância, por ser o único palácio islâmico conhecido em território nacional, além de não se terem encontrado vestígios de outras residências palatinas deste tipo na região mais ocidental do Gharb al-ʼAndalus. Posteriormente, na parte identificada como o palácio foi feita a reconstituição de um arco, em materiais brancos, de forma a contrastar com as ruínas em redor.
No artigo O "Xarajibe" de Silves na poesia, na arte e na história, publicado no periódico Atlântico: revista luso-brasileira em 1947, o historiador José Garcia Domingues refere que «o palácio do Xarajibe, de Silves, foi, no Ocidente, uma autêntica visão das «Mil e uma noites»», acrescentando que «cantaram-no os poetas com o mais alto requinte, adornaram-no os artistas com obras de estranho lavor, celebraram-no os historiadores, como encantadora residência principesca», e que «evocar o Xarajibe é evocar [...] a época e o estilo de vida dos luso-árabes». Segundo Garcia Domingues, o poema de Al-Mutamid poderá ser a mais antiga referência ao palácio, tendo sido a única conhecida até à publicação da obra Scriptorum Arabum loci de Abbaditis, do investigador holandês Reinhart Dozy (1820-1883), onde foi feita a sua descrição. Numa outra obra de Reinhart Dozy, Historia Abbadidarum, é novamente referido o palácio e a cidade de Silves, feita pelo historiador Ibn Khaqan (es), alegadamente baseado num relato do filho de Al-Mutamid, Al-Motaze: «Este palácio do Xarajibe chegara então ao mais alto cimo da magnificiência e do esplendor. Era semelhante ao mais ínclito da cidade de Bagdade, no Iraque. Corriam nele os nobres cavalos dos seus átrios e brilhavam nos seus terraços os relâmpagos das coisas que mais se poderia desejar e ele oferecia. A fortuna, na verdade obediente, irradiava dele, desde aquele momento em que começava a viagem da manhã até ao fim da viagem da tarde, isto naqueles dias em que não eram afastados desse palácio os talismãs que constituíam a sua segurança. E não faltavam sequer, ao palácio, cálices com as flores da juventude. Esta cidade tinha-o como o local onde alegremente vivia a sua múltipla esperança e como a mais alta das suas riquezas. Ao que se acrescentava a beleza do panorama, a fragrância dos perfumes e das brisas e a disposição alegre e luxuriante dos jardins e dos tufos de arvoredo. Além do mais, era esta cidade quase rodeada pelos seus dois rios como um colar, do mesmo modo e no mesmo local em que o homem costuma usar o cinturão». Esta narrativa é de grande interesse não só por descrever o palácio e a cidade, mas por referir que Silves era rodeada por dois rios, dos quais um já desapareceu. Garcia Domingues especulou que este curso de água nascia na área do Encherim, a Norte de Silves e tinha a sua foz no Porto da Azóia, onde foi depois instalado o Jardim de Nossa Senhora dos Mártires. Menciona-se que a cidade não era totalmente rodeada pelos rios, sendo talvez uma referência à forma como o rio estava quase sempre seco na sua parte central, permitindo a sua passagem através de grande bancos de pedra, que segundo várias testemunhas ainda eram visíveis no século XIX. Outro historiador islâmico de relevo que fez referência ao Palácio das Varandas foi Ibne Anmar.

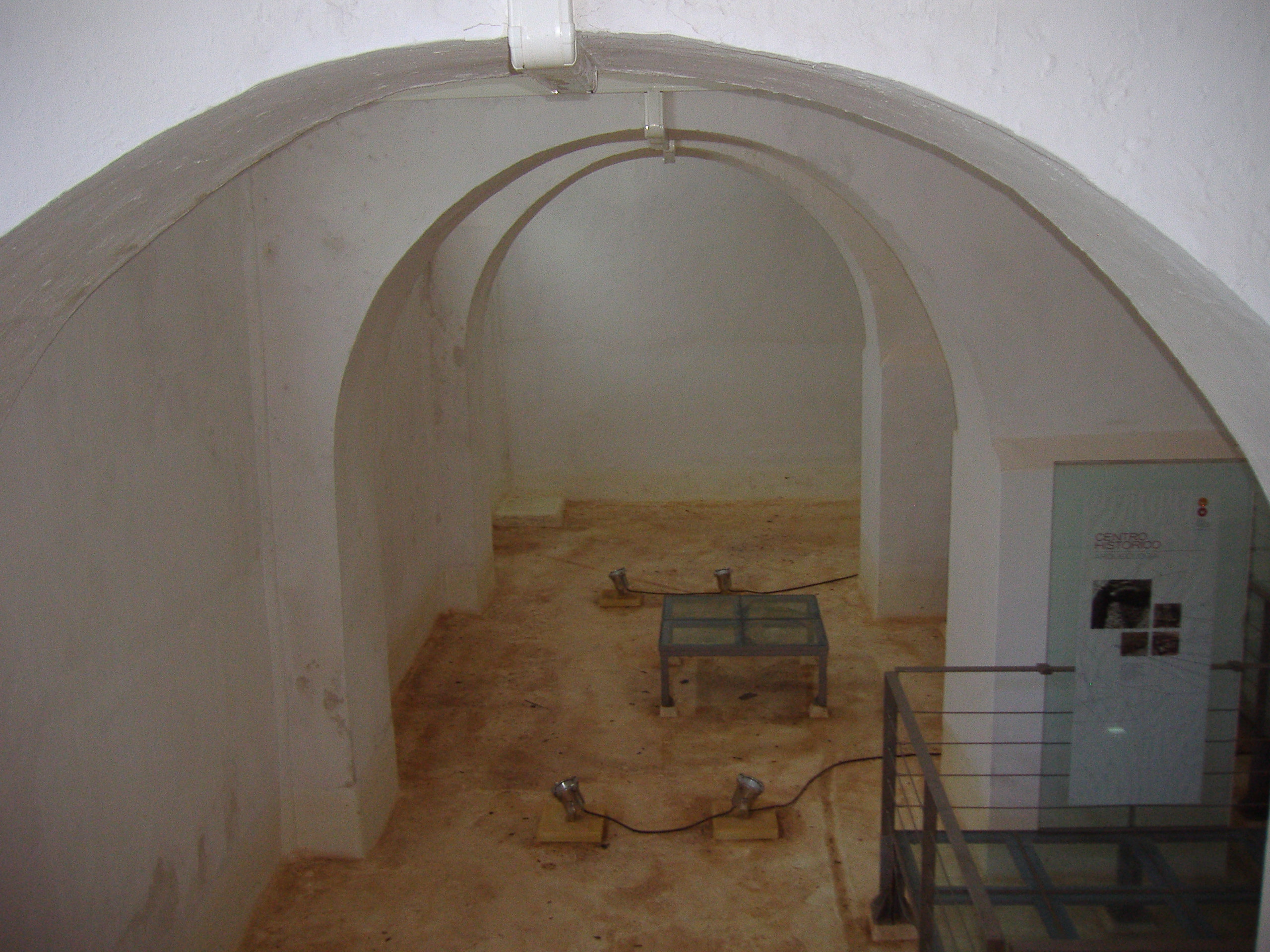
Cisterna no interior da alcáçova, em 2011.

##### Cisternas e alcaidaria
No interior da alcáçova também existiam três cisternas, da qual se destaca uma devido às suas grandes dimensões, e que corresponde a um aljibe (es), sendo popularmente conhecida como cisterna da moura. Este espaço tem uma planta de forma rectangular, com 20 m de comprimento por 16 m de largura, e uma altura de 7 m, sendo a cobertura em quatro abóbadas de canhão, suportada por doze colunas, das quais seis são centrais e outras seis adossadas às paredes. Era abastecida pela água da chuva, canalizada através das abóbadas, e tinha uma capacidade aproximada de 1300000 litros, prevendo-se que teria autonomia até um ano. Foi responsável por garantir o abastecimento de água a grande parte da cidade, tendo prestado esta função até à década de 1990. Como parte do programa de musealização da alcáçova, o aljibe foi convertido num espaço para exposições. Segundo o investigador Ataíde Oliveira, a cisterna maior ficou ligada a uma das lendas de mouras encantadas que surgiram na região, na qual à meia-noite do Dia de São João, é atravessada por uma moura num barco de marfim e ébano, que ao longo do seu percurso vai entoando belas canções, lamentando a sua morte, e esperando que surgisse um príncipe para dizer as palavras mágicas para a desencantar. Ataíde Oliveira acrescentou que, segundo a tradição popular, aqueles que procurassem ser estudiosos em assuntos ligados à bruxaria deveriam visitar a moura da cisterna três vezes por ano. Relatou igualmente uma história ligada a esta lenda, segunda a qual uma mulher bateu à porta da casa onde vivia o carcereiro de Silves, tendo-lhe sido explicado que estava ausente, mas que o filho fazia «as suas vezes». A mulher pediu então ao filho que fosse com ela à cisterna, e quando este recusou, foi-se embora imediatamente. Noutro ponto da alcáçova encontra-se a Cisterna dos Cães, que formava um grande poço com mais de 40 m de profundeza, sendo os primeiros 15 m abaixo da superfície de planta rectangular, e depois subcircular. Esta estrutura estava ligada a um reservatório. Segundo a tradição popular, o seu nome advém de caçadores de tesouros terem aqui largado cães para descobrirem tesouros islâmicos abandonados nas áreas subterrâneas da alcáçova, mas os animais não chegaram a voltar. Outra explicação popular para este nome é que seria o local onde eram atirados os cães vadios. De acordo com Alexandre Herculano, estas cisternas eram necessárias devido à falta de água no interior da alcáçova e da almedina. Nas imediações foram encontrados vários silos, onde era guardados os cereais que eram pagos como tributos or parte dos agricultores, e cuja localização no subsolo, onde as temperaturas eram inferiores, permitiam uma melhor conservação dos cereais.
Na zona Sudoeste da alcáçova encontram-se as ruínas da alcaidaria e de um engenho de açúcar, elementos que podem estar ligados à presença do Infante D. Henrique, que foi alcaide de Silves. Segundo a arqueóloga Rosa Varela Gomes, na zona identificada como a alcaidaria foram descobertos os vestígios de quatro compartimentos, uma porta ogival, escadas de acesso a um primeiro andar que já desapareceu, e um conjunto de espólio «contemporâneo do Infante D. Henrique». Com efeito, foram aqui descobertas vários materiais dos séculos XIV e XV, incluindo peças de cerâmica, moedas e fivelas.

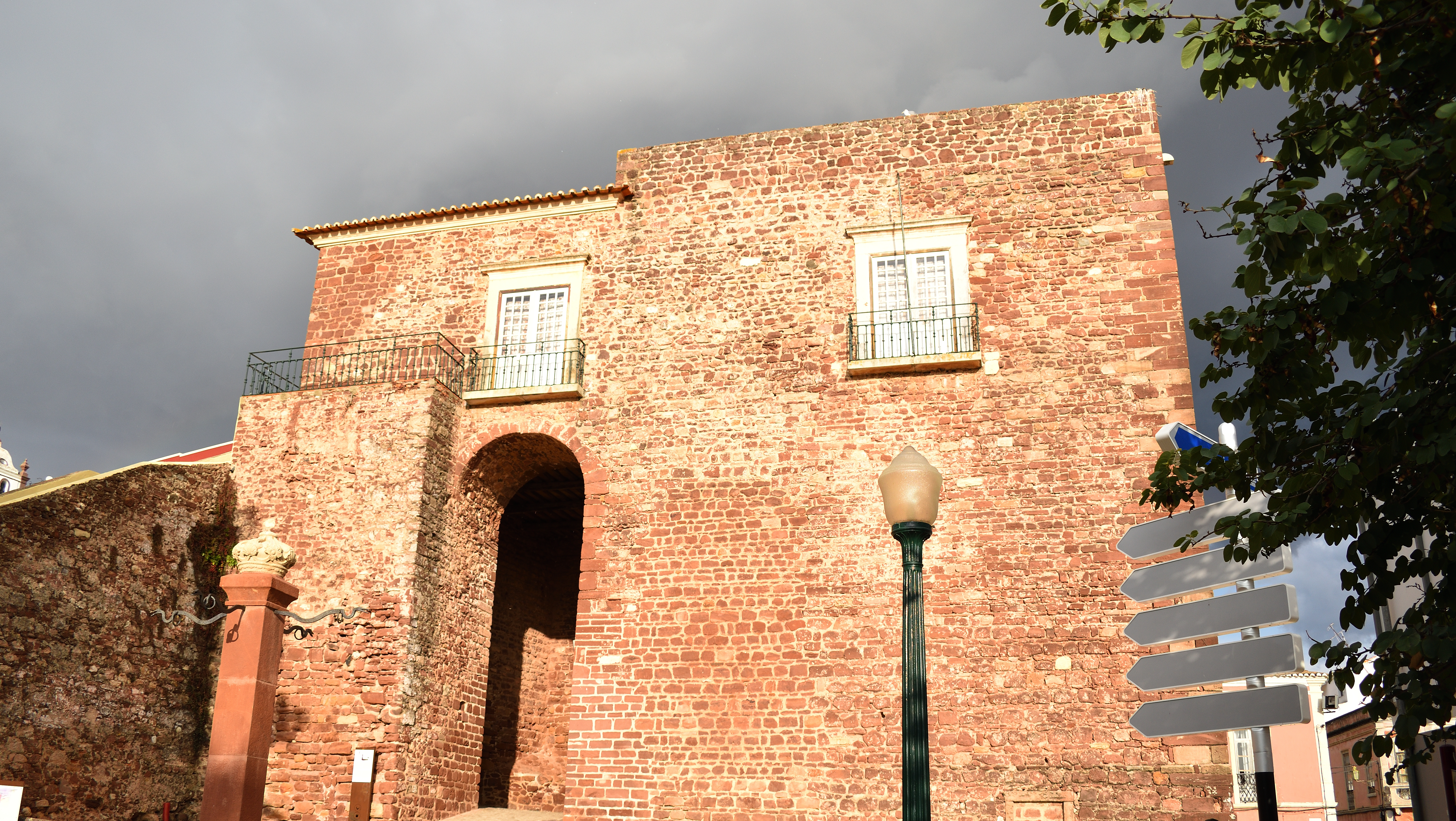
Torreão da Porta da Vila, em 2019. Esta porta, também conhecida como Porta da Almedina, foi construída já após a conquista definitiva da cidade pelos cristãos, tendo substituído a Porta da Almedina original, situada no outro lado dos Paços do Concelho.

#### Cerca da vila e muralhas secundárias
As muralhas da cerca da vila tinham cerca de 2,80 m de espessura, tendo sido construídas num forte aparelho em taipa militar, composto por argila, cascalho, areia e cal, e revestidas por arenito em tons encarnados, conhecido como grés de Silves. Eram defendidas por uma barbacã, um tipo de muro de grande espessura, igualmente construído em taipa, e que se situava adossado às muralhas do lado exterior, no sentido de proteger a sua base da artilharia inimiga. Este conjunto defensivo contava originalmente com dezassete torres, das quais sete eram adossadas à muralha, enquanto que as outras dez eram albarrãs, ou seja, situadas fora da estrutura da muralha, à qual estavam ligadas por um passadiço sobre um arco.
Tinha três portas, todas protegidas por torres albarrãs: a da Azóia (Bab-al-Zauiâ) no lado Noroeste, e que estava protegida por pelo menos uma torre, de oito quinas, a do Sol (Bab-al-Sârus) no lado nascente, e a da Almedina (Bab-al-Balad), também conhecida como Porta de Loulé, que constituía uma estrutura maciça, defendida por duas torres albarrãs, e que formava um cotovelo. A Porta da Almedina, situada nas imediações dos Paços do Concelho, é a única da qual restaram vestígios físicos, situando-se a cerca de 60 m, no sentido poente da Porta da Cidade, que foi construída já após a reconquista definitiva. A Porta da Cidade está integrada numa antiga torre albarrã, construída em grés, e cuja entrada também formava um cotovelo, configuração que tinha como finalidade dificultar o acesso aos invasores, e que foi muito utilizada nas construções almóadas. Dava acesso ao principal eixo viário na cidade, a Rua da Sé, originalmente conhecida como Rua Direita, e que durante o período islâmico ligava à alcáçova e à Mesquita Maior. No sentido oposto, a estrada descia para o Rio Arade. Originalmente acreditava-se que a Porta da Cidade era de cronologia islâmica, mas escavações feitas em 2017 indiciaram que a estrutura poderia ser muito posterior, já da época cristã. Com efeito, em frente da Porta da Cidade foi descoberto um pavimento em lajeado, formado por grandes blocos em grés de Silves, que faria parte de uma rua. Por debaixo foram encontrados vários materiais arqueológicos, incluindo de sete moedas pertencentes aos reinados de D. Afonso III e D. Dinis, o que indica que tanto o passeio como a Porta da Cidade poderão ter sido edificados no século XIV. Devido ao seu valor patrimonial, foi desmontada e depois integrada no pavimento da rua.
A organização final do recinto exterior terá sido recebida durante o reinado de Al-Mutamid, no século XII, embora os elementos em si terão sido construídos pouco antes da reconquista definitiva. Grande parte da cerca da vila já desapareceu, tendo algumas partes sido demolidas como parte do processo de desenvolvimento e expansão da vila. Por exemplo, um lanço foi demolido para criar um novo acesso ao edifício dos Paços do Concelho. Os lanços sobreviventes das muralhas encontram-se entre o casario da vila, junto às ruas da Porta da Azóia, Gregório Nunes Mascarenhas Neto, e Nova da Boavista, enquanto que uma outra parte, ao longo da Rua da Porta de Loulé, foi integrada no museu arqueológico.
Fora deste recinto encontrava-se um terceiro conjunto de muralhas, de menor importância, que protegia as áreas urbanas que cresceram além da cerca da vila, no seu lado oriental. Estas zonas eram conhecidas como rabal, que deu origem ao termo arrabalde, sendo um ponto de concentração de certas indústrias que não podiam operar em áreas residenciais, como os cortumes, devido ao cheiro desagradável que geravam. Um destes espaços situava-se no local do moderno edifício da Biblioteca Municipal, uma vez que aqui foram encontrados indícios destas indústrias e das muralhas secundárias, que num ponto atingem mais de dois metros de altura. Finalmente, existia a couraça, uma espécie de caminho fortificado que unia as muralhas principais às margens do rio, permitindo desta forma o abastecimento de àgua à cidade.
De acordo com o Decreto n.º 31-C/2012, que classificou as muralhas e a Porta da Almedina, estes elementos constituíam uma parte fundamental do antigo complexo defensivo da cidade, como um complemento à alcáçova, além de serem um importante testemunho da sua organização urbana ao longo de um período muito longo, desde a época romana até à Idade Moderna, principalmente durante o domínio islâmico. Também são de grande relevância do ponto de vista da arquitectura militar, devido à presença de várias estruturas de reforço às muralhas, como as torres albarrãs, as couraças e as portas em cotovelo, e aos materiais que foram utilizados, principalmente a taipa militar, empregue apenas pelas linhagens magrebinas, e que a distinguem da maior parte dos outros sistemas de muralhas, edificados em alvenaria de pedra.

### Espólio
Na área da alcáçova e das muralhas da cidade foi descoberto um rico conjunto de materiais, que testemunha uma longa ocupação do local, desde o século VIII até à Idade Moderna. O espólio inclui peças de cerâmica, como recipientes cerâmicos, produzidas tanto a nível local como regional, além de vidradas e esmaltadas. Em termos de origem, algumas peças foram de produção local e regionais, enquanto que um conjunto significativo veio de outros pontos da península Ibérica, principalmente Múrcia, da Tunísia e do Irão. Também foram recolhidas peças metálicas, como moeadas, além de vários artefactos de função militar, como pontas de flecha e virotes de besta. Grande parte do acervo oriundo da área do castelo foi preservado no Museu Municipal de Arqueologia. Uma das peças mais destacadas é uma pia de abluções dos séculos XII a XIII, com acabamento em vidrado e decoração estampilhada, que em 2014 fez parte da Le Maroc Medieval (1053-1465), no Museu do Louvre, em Paris.

## História

### Antecedentes
A colina onde se encontra a alcáçova poderá ter sido ocupada originalmente por um castro dos povos lusitanos, que terá tido ligação com os povos gregos, fenícios e cartagineses. Este terá sido o segundo foco de povoamento na área de Silves, sucedendo a um ponto mais antigo, situado no Cerro da Rocha Branca, nas margens do Rio Arade, e que poderá ter sido um entreposto fenício e púnico, entre os séculos V e II a.C.. A povoação foi depois tomada pelos romanos por volta de 201 a.C., que a tornaram num importante pólo comercial e militar. A ocupação prosseguiu após o final da civilização romana, durante o período visigótico, como pode ser testemunhado pela descoberta de um edifício religioso do século VI ou VII, na área Norte do castelo.

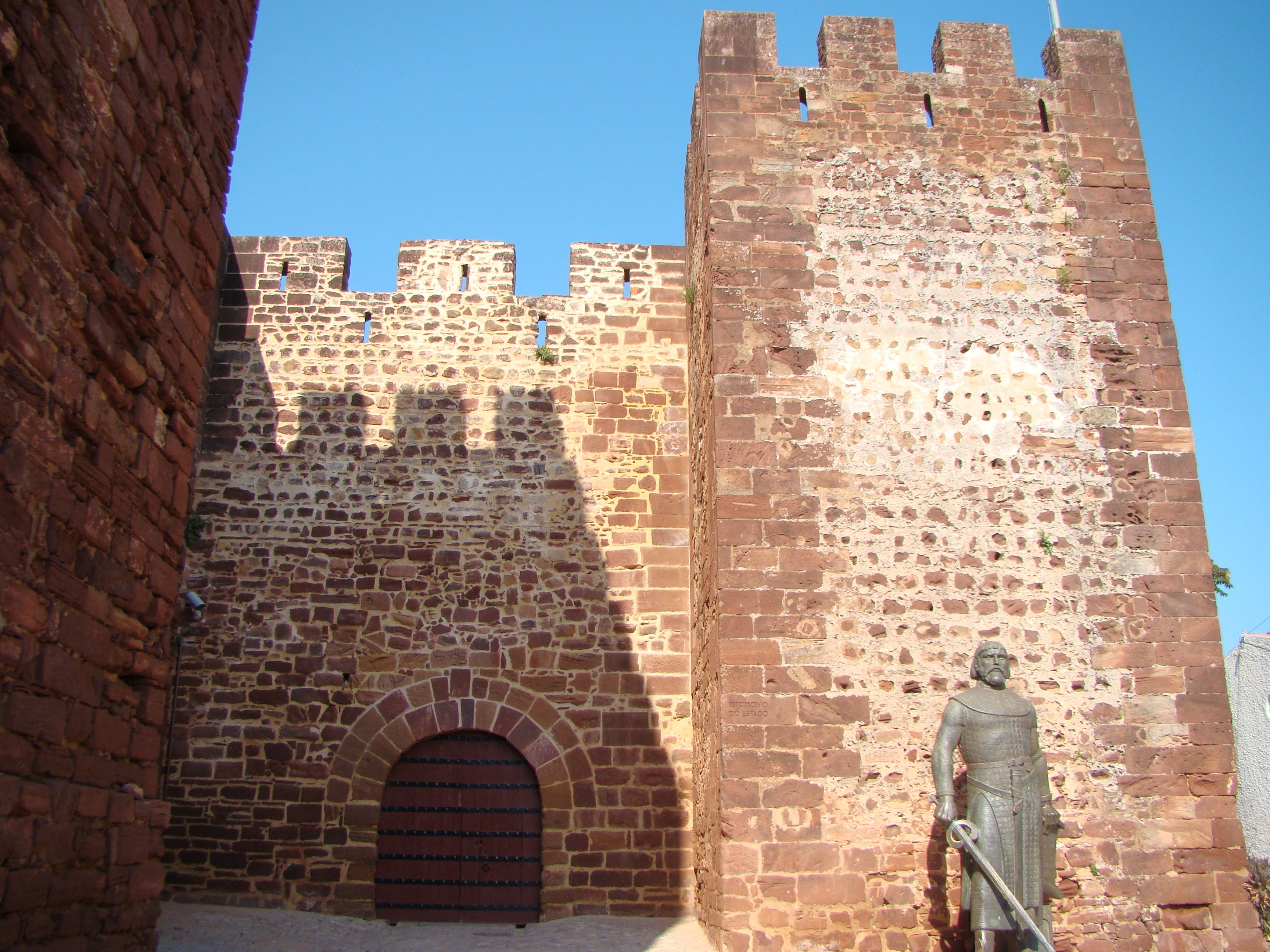
Entrada da antiga alcáçova.

### Época muçulmana
Silves foi conquistada pelos mouros em 716, tendo começado a reforçar as defesas logo nos primeiros anos, com a instalação de muralhas exteriores, ampliando largamente a antiga fortaleza romana. Com efeito, tanto as muralhas como o castelo em si apresentam uma tipologia comum com outras fortalezas que foram edificadas na época do Califado Omíada, entre os séculos VIII a IX, e possuindo vários elementos semelhantes aos encontrados em edifícios sírio-palestiniana do mesmo periodo. Um outro vestígio do período omíada são as salas de banhos que faziam parte do palácio, no interior da alcáçova. As muralhas exteriores já existiam no século X, e nesse século o historiador Amade ibne Maomé Arrazi menciona que Silves era a melhor vila no Algarve, e que tinha um castelo. Foram alvo de obras até ao século XI, época em que a cidade islâmica de Silves atingiu a sua maior importância, tendo-se tornado na capital de uma taifa, sob o comando de Al-Mutamid. Foram depois feitas importantes trabalhos no conjunto do castelo durante o período almorávida e depois durante a época almóada, entre os séculos XII e XIII, das quais ainda restaram alguns elementos no interior do palácio, como as zonas residenciais e o jardim. As estruturas residenciais no interior da alcáçova foram provavelmente habitadas até à reconquista.
Desta forma, o castelo foi um importante núcleo na região do Algarve durante a época medieval islâmica, tanto do ponto de vista militar como residencial, que permitia controlar um ponto importante da região, principalmente o Rio Arade, que estão era navegável. A importância de Silves e do seu castelo ficou registada por Alexandre Herculano na sua obra Historia de Portugal, na descrição da conquista da cidade: «a cidade ostentava a sua vasta e soberba perspectiva aos olhos dos cruzados, que viam pela primeira vez antes si uma capital mussulmana. Silves era das mais importantes povoações da Peninsula. A almedina ou cidade antiga, coroada da sua kassba ou castello, tomava a coroa de um monte, em cuja raiz se estendia uma planicie pela margem direita do rio, no qual estava assentada a parte mais vasta da povoação, o arrabalde que por si só representava uma grande cidade. Comparada com Lisboa, Silves era muito mais forte, e em opulencia e sumptuosidade de edificios dez vezes mais notavel. [...] Taes circumstancias e outras que resultavam da sua situação faziam daquela cidade um dos logares mais importantes da Espanha mussulmana».
Ainda no século X já a cidade se estava a expandir fora dos seus limites da almedina, uma vez que foram encontrados os vestígios de uma muralha e de edifícios residenciais e comerciais deste período por debaixo do edifício da Biblioteca Municipal, numa área fora da cerca da vila.
Em 1160, a cidade terá sido conquistada e saqueada por forças de Fernando Magno, embora tenha retomada pelos muçulmanos pouco tempo depois. Em 1173 e 1189 foram feitas grandes obras de remodelação nas muralhas que protegiam a almedina.

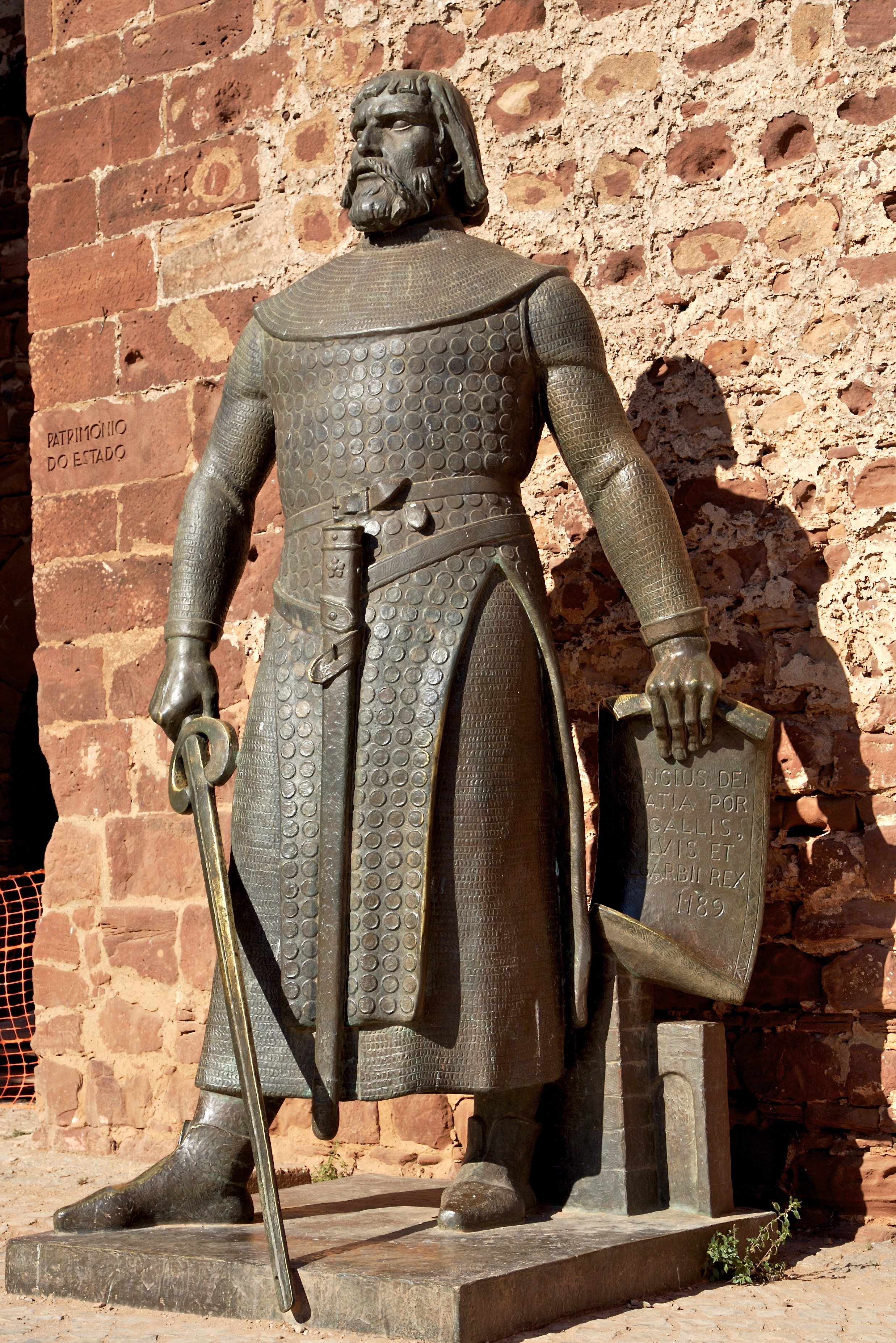
Estátua do Rei D. Sancho I na entrada da alcáçova, escultura de Leopoldo de Almeida.

### Reconquista cristã

#### Campanha de 1189
A primeira campanha militar com vista à conquista de Silves iniciou-se em 1189, pelo rei D. Sancho I (1185-1211), com vista a dominar aquela cidade e a região de Chenchir, da qual era capital, além que se acreditava que a queda de Silves iria levar à rendição de outras povoações e castelos de menor importância. Porém, o monarca chegou à conclusão de que a cidade estava demasiado bem defendida para ser atacada apenas pelas suas forças, tendo Alexandre Herculano explicado que «os portugueses não a só consideravam como uma das praças difficilimas de atacar, mas também como o principal foco de resistencia á conquista christan. De feito, os vestigios que ainda subsistem dos seus antigos muros, e as memorias contemporaneas que a descrevem nos indicam bem quais eram, em relação á táctica daquella epocha, as difficuldades que offereceria aos que tentassem reduzi-la á viva força». Assim, seguiu o exemplo do seu pai, D. Afonso Henriques, que tinha utilizado mercenários estrangeiros durante o Cerco de Lisboa. Esta decisão também foi motivada por um ataque recente de portugueses e cruzados à região do Algarve, que tinham atacado com sucesso o castelo islâmico de Alvor. Assim, nesse Verão contratou um exército de cruzados nórdicos, que então estavam a navegar pela costa portuguesa com destino à Terra Santa, para o ajudarem a capturar Silves, sendo pagos com o saque da cidade. Segundo Alexandre Herculano, este exército era composto por três mil e quinhentos homens de armas, em trinta e seis navios. Esta expedição tinha-se iniciado na Alemanha e na Flandres ainda durante a Primavera de 1189, tendo chegado a Lisboa nos primeiros dias de Julho desse ano. Os cruzados era de nacionalidade flamenga, germânica, britânica e dinamarquesa, tendo Herculano referido que o contingente alemão era liderado por Luís, Landegrave da Turíngia, enquanto que outros chefes da expedição incluíram Henrique, conde de Bar e Airard ou Ailrad, Conde de Braine. A frota saiu do Rio Tejo em 16 de Julho desse ano, e apenas quatro dias depois começou a subir o Rio Arade.
O ataque à cidade foi descrita por Alexandre Herculano, que citou um documento deixado por um cruzado anónimo, tendo-se iniciado com o desembarque dos cruzados, possivelmente no ilhéu da Senhora do Rosário, onde se reuniram com tropas que tinham vindo por terra. Antes de atacar a cidade em si, os cruzados saquearam e incendiaram vários povoados nas imediações, que tinham sido abandonadas pelos habitantes, mas dois soldados foram mortos por almogávares mouros. Voltaram então aos navios e prosseguiram a subida do Arade até Silves.
O assalto iniciou-se com a escalada da primeira linha de muralhas, com recurso a escadotes, que foi bem-sucedido, embora grande parte dos defensores tenham conseguido fugir para a almedina, uma vez que o seu equipamento ligeiro os permitia fugir mais depressa do que as armaduras pesadas dos cristãos. As defesas da almedina eram muito mais resistentes, estando rodeadas de fossos fundos e escarpados, dificultando a instalação das escadas, além que os soldados islâmicos lançavam constantemente projécteis a partir do alto das muralhas, apesar dos cristãos serem protegidos por besteiros e arqueiros. Os cruzados retiraram-se assim para o seu campo, tendo os muçulmanos aproveitado para recuperar a cidade baixa. Na sua retirada, os cristãos tentaram incendiar os edifícios da cidade, mas com poucos resultados, uma vez que os sistemas de construção islâmicos eram resistentes ao fogo. Deu-se então uma pausa nos combates, durante a qual foram preparadas máquinas de cerco, e chegaram mais reforços, tendo o rei D. Sancho chegado no dia 29 de Julho. Foi durante esta fase que se deu um incidente, que provocou uma viva revolta entre os sitiadores: aquando do primeiro assalto, soldados ingleses tinham morto um sacerdote ou outra pessoa importante no interior de uma mesquita, algo que era considerado de sacrílego pelos muçulmanos, pelo que estes responderam pendurando três cristãos a partir das ameias de uma torre albarrã, matando-os em seguida a golpes de lança. Os cristãos tentaram então destruir as muralhas com uma máquina de cerco conhecida como ouriço, uma espécie de aríete, mas esta tentativa também fracassou. Por ordem do rei foram preparadas duas catapultas, que tiveram muito mais sucesso, e começaram a minar as muralhas exteriores, especialmente o lanço conhecido como couraça, uma vez que este defendia o abastecimento de água da cidade. Com efeito, um desertor tinha informado o monarca que caso fosse tomada a couraça, a cidade certamente se renderia. Assim, foram retomados os ataques, tendo sido destruída uma torre e parte de um muro da couraça. Os muçulmanos acorreram a defender a brecha, mas acabaram por ser derrotados, pelo que abandonaram as três torres ainda intactas da couraça e refugiaram-se novamente na almedina.
Reconquistada a cidade baixa, as tropas cristãs bloquearam o poço que era utilizado pelos muçulmanos, e que era defendido pela couraça, cortando desta forma o abastecimento de água à cidade. Começaram então a abrir minas no sentido de destruir as muralhas da almedina, escavando por debaixo das casas, no sentido de ocultarem as suas manobras. Porém, os defensores aperceberam-se desta operação e fizeram uma sortida na manhã seguinte, incendiando as casas sobre as quais estavam a ser escavadas as minas, tendo o fogo propagado-se aos madeiramentos dos túneis, destruindo-os. As tropas flamengas tentaram uma nova estratégia, de derrubar uma das muralhas da cidade que tinha comunicação com as defesas da almedina, mas também acabou por ser gorada pelos sitiados. Entretanto, quase diariamente havia soldados muçulmanos a renderem-se aos cristãos, tendo-se constatado que isto deveu-se principalmente à falta de água na cidade alta, já que as cisternas e poços tinham as suas reservas quase vazias, além que a água estava salobra. Com efeito, desde o início da batalha que a população da cidade se tinha refugiado na almedina, e apesar de ainda existirem grandes quantidades de víveres armazenados, estes não podiam ser cozinhados sem água, impedindo por exemplo o fabrico do pão, pelo que se alimentavam principalmente de figos. A falta de água e de alimentos, aliados ao calor intenso, provocavam doenças e mortes, cujas vítimas enchiam as ruas e as casas, num cenário macabro. Como forma de aliviar a sede, as mulheres e as crianças mastigavam barro, para humedecerem as bocas. Dentro do castelo também se mantinham alguns presos cristãos, que para receberem a sua ração de água foram obrigados a combater contra os seus camaradas. Apesar destas condições, os muçulmanos continuavam determinados em defender a cidade, embora os seus números fossem cada vez mais diminutos. Por seu turno, as forças cristãs também estavam à beira do colapso, devido à falta de víveres e forragens, à resistência por parte dos sitiados, e a rumores falsos que tropas islâmicas de outras cidades estavam a caminho, tendo o cerco prosseguido devido à determinação de D. Afonso. Assim, tentaram novamente minar as muralhas, mas esta investida foi novamente travada pelos defensores. Aterrorizados pelos ataques cristãos, e muito enfraquecidos pela sede, os habitantes de Silves acabaram por se render em 3 de Setembro.

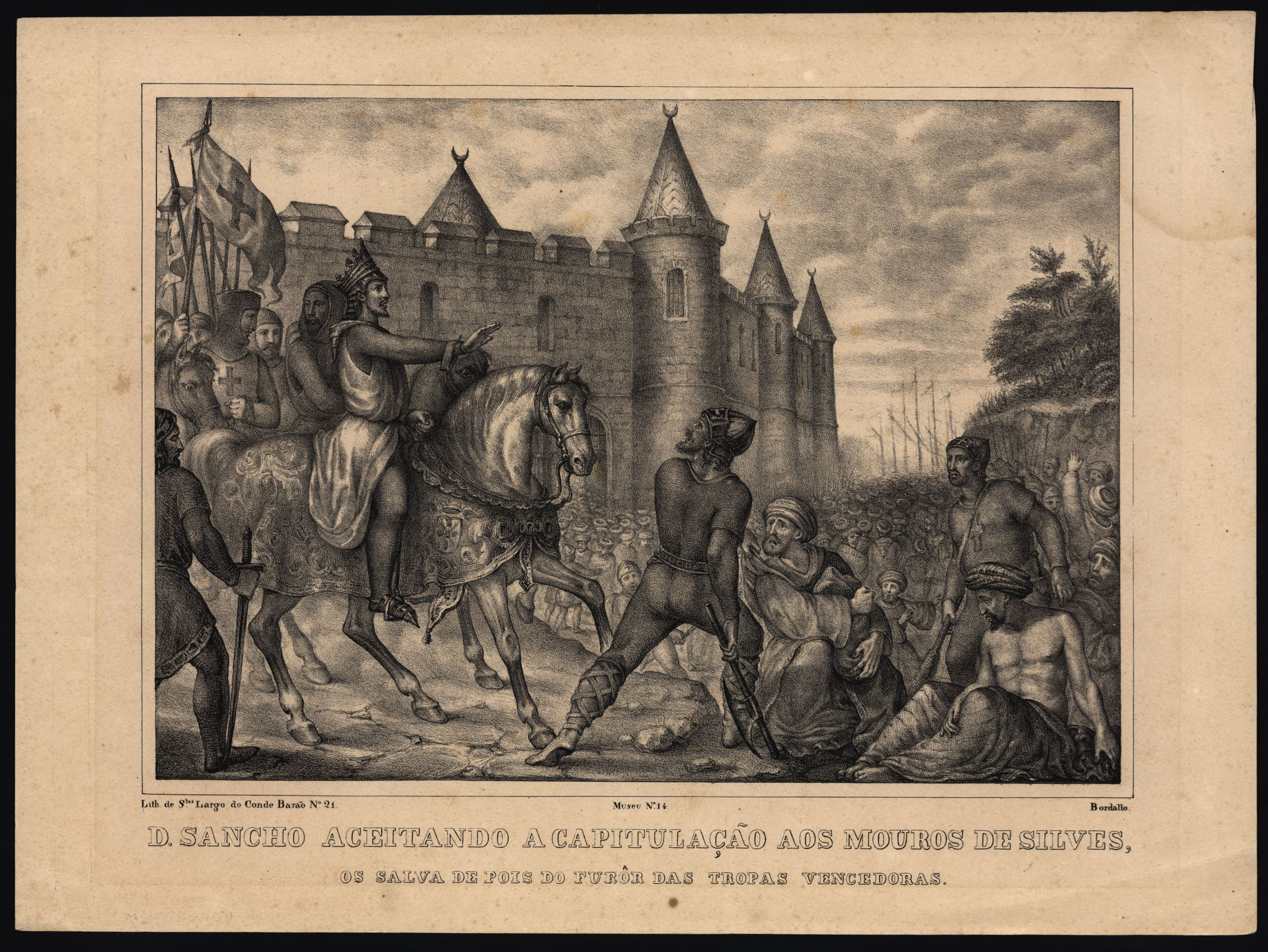
Gravura representando o rei D. Sancho a aceitar a rendição dos habitantes de Silves, e depois a protegê-los das tropas cristãs.

As tropas cristãs iniciaram então o saque, durante o qual massacraram os habitantes, apesar da oposição do rei D. Sancho I. Em seguida os cruzados continuaram a sua viagem até à Terra Santa, tendo a cidade ficado praticamente ao abandono, entregue apenas a alguns soldados. Esta campanha militar também abrangeu os castelos de Albufeira e Alvor, tendo a conquista de Silves, como capital do Algarve, levado à rendição de outras fortalezas na região.
O cerco de 1189 e a posterior reconquista de Silves por parte das forças maometanas foi descrita pelo historiador islâmico Abdelwahid al-Marrakushi na sua obra História dos Almóadas, cujo relato foi traduzido por David Lopes como: «Quando chegou o anno anno [sic] de 585 (1188-1189 de J. C.) Pedro filho de Henrique  - amaldiçoado seja! - foi contra a cidade de Silves na Peninsula de Andalús. Cercou-a com as suas tropas, e os franges vieram em seu auxilio por mar com galés e albetoças. As condições d'este soccorro foram que os prisioneiros feitos pertenceriam a estes, e a elle a cidade, e assim se acordou. Atacaram-na, pois, por terra e por mar, fizeram os seus habitantes captivos e o filho de Henrique - amaldiçoado seja! - ficou senhor da cidade. Então o emir dos crentes fez prestes um grande exercito, e com elle se foi alêm mar com o proposito firme de libertar a dita cidade de Silves. Cercou-a, mas os cristãos, não podendo defendê-la, abandonaram-na e afastaram-se da região que ella domina. Quanto ao emir só se satisfez depois de lhes ter tomado uma das suas principaes fortalezas por nome Torroxo; e logo voltou á cidade de Marrocos». David Lopes traduziu igualmente um relato mais completo da reconquista de Silves por parte dos muçulmanos, da autoria do historiador Ali ibne Alatir: «Anno de 586 (1189-1190 de J. C.). Como os christãos tomaram Silves, e os musulmanos voltaram a ser senhores d'ella. Neste anno o filho de Henrique, um dos reis do occidente do Andalús, fez-se senhor da cidade de Silves, que é uma das maiores cidades musulmanas d'aquelle país. Quando isso foi sabido do emir Abú Yosof Yacub filho de Yosof filho de Abdalmumen soberano do Magreb e do Andalús fez prestes um grande exercito e poz-se a caminho do Andalús embarcando em Alcacer Ceguér, em quanto uma parte das tropas seguia por mar para Silves. Quando aqui chegou acampou junto d'ella e cercou-a pondo os senhores da cidade em grande aperto. Então estes foram obrigados a pedir misericordia, que o emir lhes concedeu; e entregaram a cidade e voltaram para o seu país».
A primeira tentativa dos muçulmanos para reconquistar Silves iniciou-se logo no ano seguinte, pelo Miramolim de Marrocos, Abu Iúçufe Iacube Almançor, que tentou cercar a cidade, sem sucesso. Porém, logo em 1191 tomou Silves, em conjunto com outras praças no Sul do país, tendo conseguido dominar a maior parte do território nacional a Sul do Rio Tejo. A cidade ficou de novo sobre o controlo islâmico durante cerca de meio século, embora os estragos provocados pelas campanhas militares fizeram com que Silves perdesse grande parte da sua importância, ficando muito aquém da riqueza que atingiu durante os seus anos áureos. Logo em 1191 iniciaram-se grandes obras nas muralhas, no sentido de as reforçar contra os ataques cristãos, numa campanha construtiva que durou até meados do século seguinte, tendo as novas muralhas sido construídas sobre as antigas estruturas almorádivas. Foi durante esta intervenção que as muralhas ganharam a sua configuração definitiva.

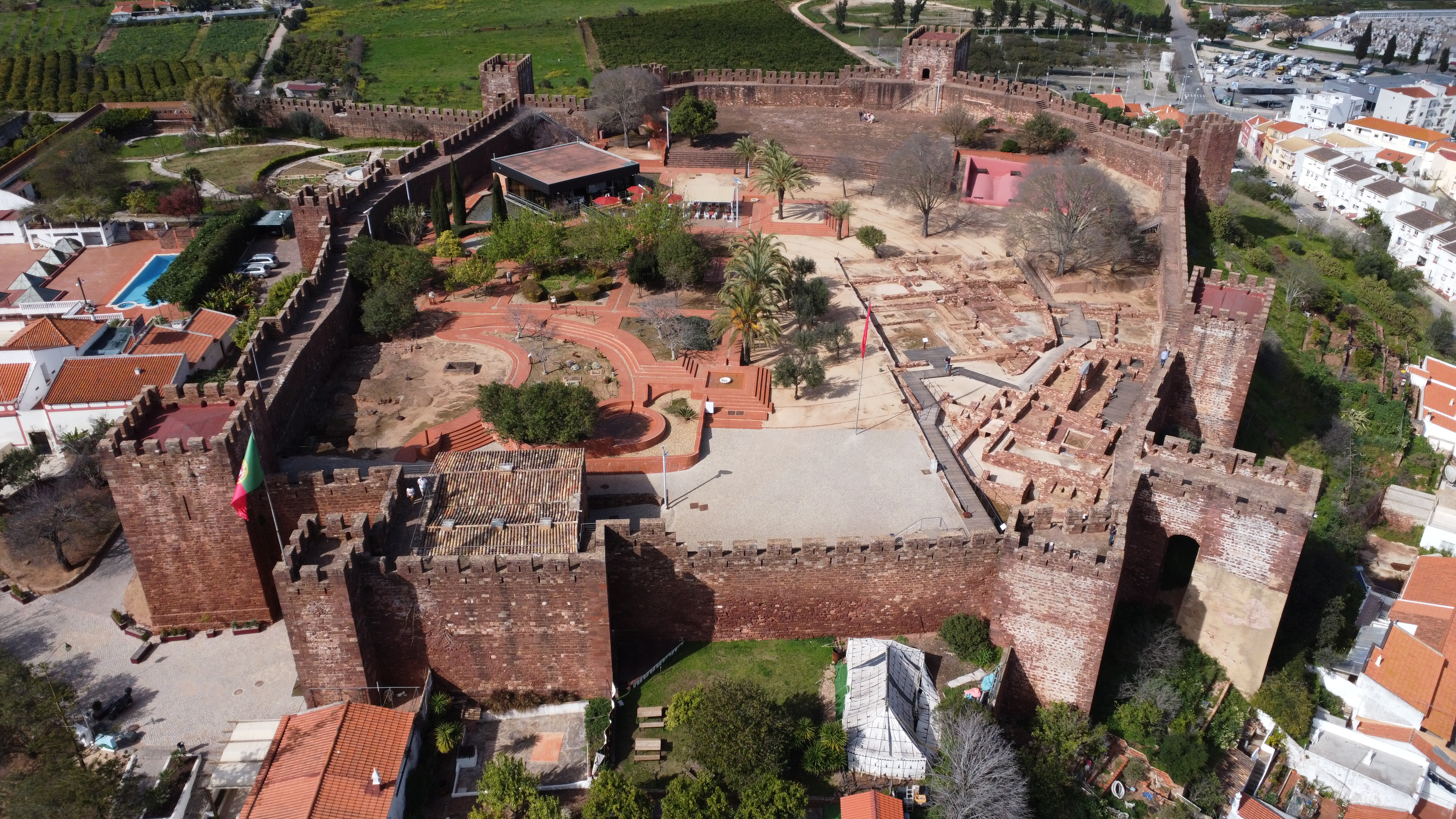
Vista aérea da alcáçova.

#### Século XIII
Em 1227 foi construída a Porta do Sol, no lado nascente da cidade, data que foi assinalada por uma lápide comemorativa descobertas nas imediações.
Silves foi definitivamente tomada pelos cristãos em 1249, durante o reinado de D. Afonso III, por forças da Ordem de Santiago, lideradas por D. Paio Peres Correia. tendo sido massacrados os defensores. Esta batalha fez parte de uma campanha militar na região, tendo igualmente libertado as praças de Faro, Porches e Albufeira, terminando as operações de reconquista em território nacional. Pouco tempo após ter sido tomada a cidade, foram reconstruídas as defesas.
Porém, logo na década de 1250 iniciou-se uma disputa entre os portugueses e os castelhanos pela posse do Algarve, situação que só foi resolvida com o Tratado de Badajoz, em 1267. Entretanto, D. Afonso III já tinha iniciado o processo de repovoamento de Silves, uma vez que tinha ficado praticamente deserta e em ruínas após a reconquista, tendo em 1266 passado a carta de foral à cidade. O monarca também sedeou ali o governo das Armas do Algarve, onde ficou até ao reinado de D. Afonso IV. Apesar destas medidas, Silves continuou a sofrer de graves problemas económicos, causados em grande parte pelo declínio da navegação fluvial, devido ao assoreamento do Arade, e pela situação de insegurança após a reconquista, que levou ao abandono das cidades. Ainda assim, Silves era provavelmente o mais importante e populoso núcleo urbano na região.

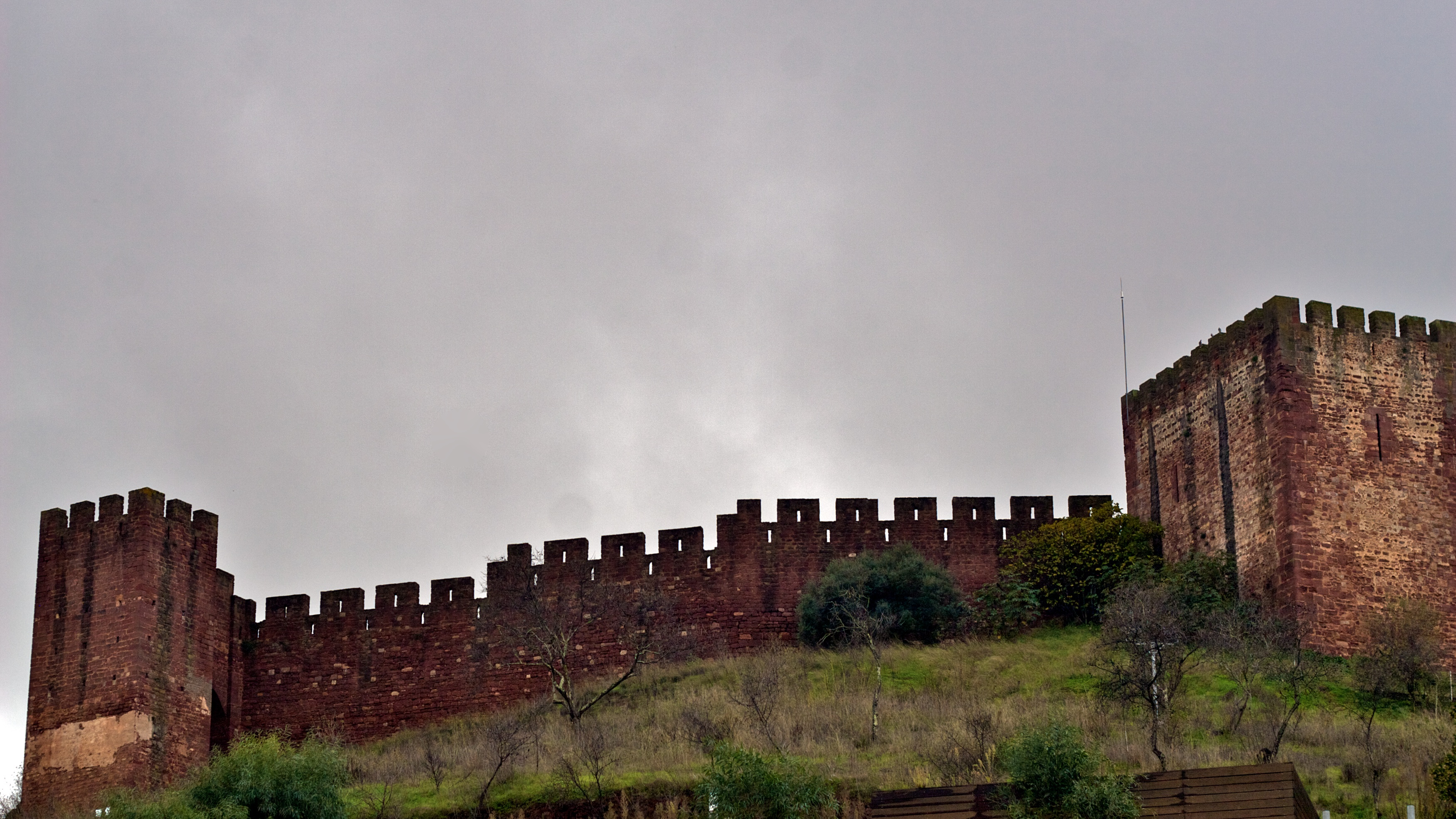
Muralhas do Castelo de Silves.

### Séculos XIV a XVII
Após a reconquista, o conjunto do castelo passou por diversas fases de abandono e de obras nas suas estruturas, incluindo danos provocados por vários sismos, enquanto que o palácio no interior da alcáçova sofreu um grande incêndio já na época cristã. Durante o reinado de D. Dinis (1279-1325) foi provavelmente construída a Porta da Cidade. Nos séculos XIV e XV, a alcáçova foi alvo de obras de reconstrução, promovidas por D. Fernando (1367-1383), D. João I (1385-1433) e D. Afonso V (1438-1481), tendo também ocorrido intervenções durante o reino de D. Manuel I (1495-1521). Porém, já nesta fase a povoação estava gradualmente a perder importância, devido ao assoreamento do Rio Arade, e ao crescimento das urbes ao longo da faixa litoral. Um das principais elementos que foram alterados após a reconquista foi a Porta da Almedina. Apesar destas modificações, a estrutura do castelo permaneceu essencialmente intacta, com alguns panos de muralha ainda na configuração original. Em 1456, o Infante D. Henrique tornou-se alcaide de Silves, tendo recebido os direitos em 1 de Janeiro do ano seguinte. Foram descobertos os vestígios de um edifício a Sudoeste da Praça de Armas, que poderá ter sido a sua alcaidaria, e um engenho de açúcar, dos séculos XIV ou XV, situado nas imediações, e que é considerado um exemplo muito raro desta época, podendo ter estado ligado ao Infante, que foi um grande impulsionador do cultivo do açúcar na região e nas ilhas atlânticas. Por volta de 1470 terá sido instalado o escudo nacional no torreão da Porta da Vila, a partir do qual o rei D. Sebastião assistiu a uma tourada em 1573. No século XVI, o castelo foi atingido por dois sismos, um em 1504 e outro em 1587.
Nos princípios do século XVII, o historiador Henrique Fernandes Sarrão referiu que algumas das muralhas da cidade já estavam caídas, enquanto que na alcáçova a cerca estava entulhada e algumas das torres já desabado. No seu relato, escrito por volta de 1607, refere que «Os muros da cidade são mui altos, e fortes, e torreados, e tem um castelo em cima, muito fero, e grande que tem uma porta para dentro da cerca da cidade e outra da traição, para a banda do norte, da parte de fora e está tão entulhado por dentro, que em parte o entulho chega a barbar com as ameias de cima, e da banda de fora fica sendo muito alto o muro, por onde fica fortíssimo».

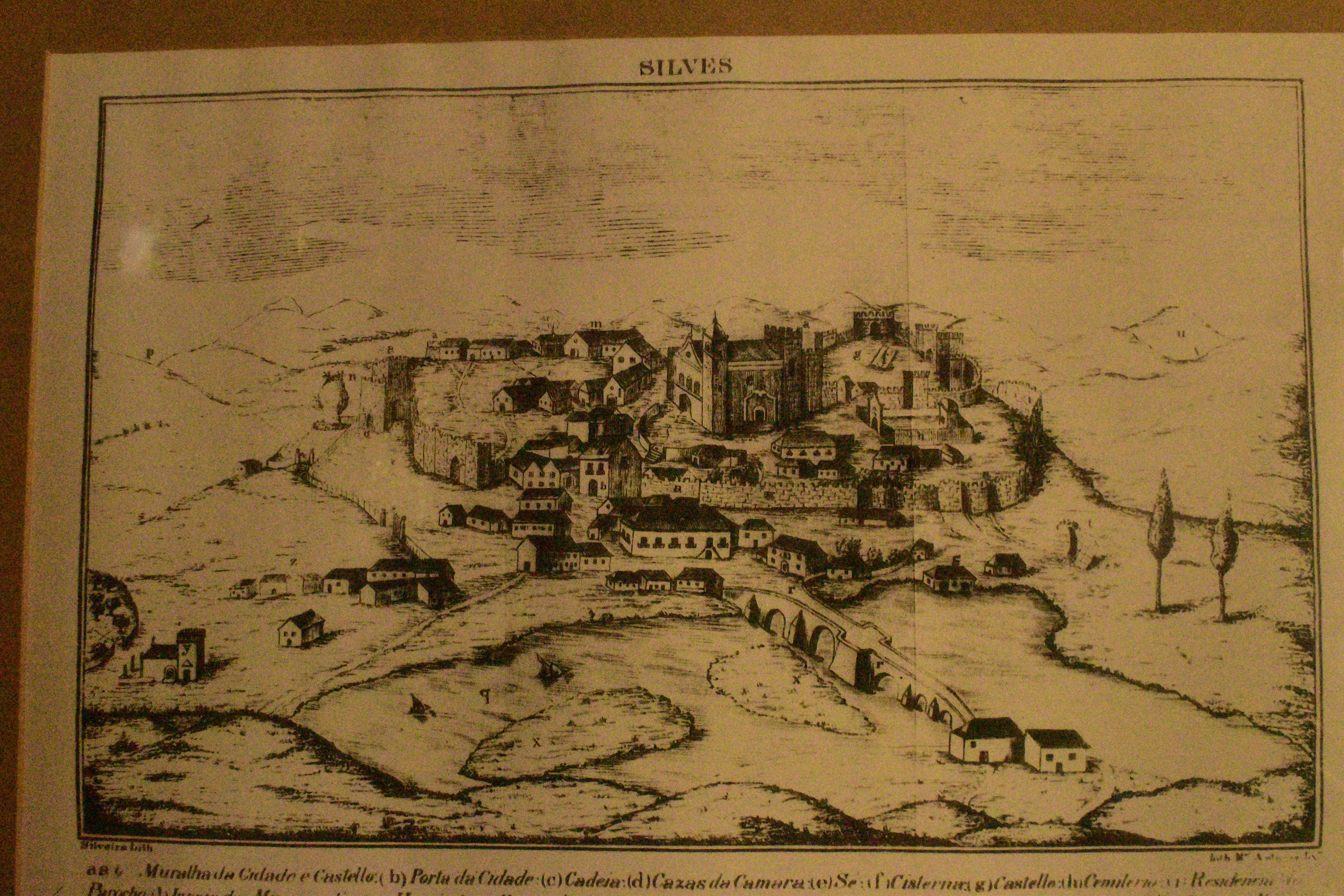
Gravura de Silves em 1844, da autoria de João Baptista da Silva Lopes. Ainda são visíveis os restos do castelo e da cintura de muralhas que protegia a povoação.

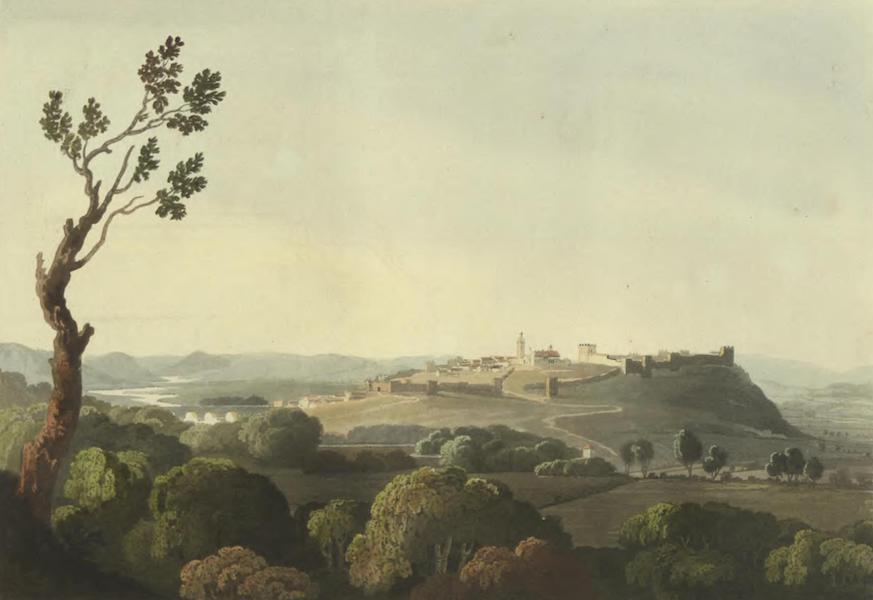
Gravura de Silves, desenhada por James Baily e publicada em 1815.

### Séculos XVIII e XIX
O castelo foi danificado pelos sismos de 1719, 1722 e 1755, tendo estes dois últimos sido mais devastadores, principalmente na alcáçova, que foi provavelmente reconstruída ainda nesse século.
Nos princípios do século XIX, a alcáçova ainda albergou o depósito geral da pólvora do Algarve, e servia de base ao aquartelamento militar local. Porém, na década de 1830 já estava completamente arruinada, sendo utilizada como campo agrícola, uma vez que depois de 1834 a autarquia arrendava-a para servir de sementeira de cevada e outros cereais. Nesse ano, ainda se registava a presença das ruínas da torre que protegia a Porta da Azóia, no lado Noroeste da cerca da vila.
Enquanto que a alcáçova estava quase totalmente devastada, as muralhas em redor de Silves ainda tiveram uma grande importância na defesa da cidade durante os anos 30 e 40 do século XIX, devido às Guerras Liberais e à situação de instabilidade que se seguiu. Com efeito, após o fim oficial da guerra continuaram a operar grupos de guerrilheiros miguelistas, comandados pelo célebre Remexido, tendo Silves sido um dos principais alvos devido à sua localização, perto das serras do interior algarvio. Estas incursões provocaram danos nas muralhas, que foram reparadas entre 1835 e 1836, tendo as obras sido pagas pelos habitantes da cidade. Apesar do Remexido ter sido fuzilado em 2 de Agosto de 1838, os guerrilheiros prosseguiram as suas operações, tendo em 4 de Outubro de 1840 atacado uma festa na Ermida de Nossa Senhora dos Mártires, nos subúrbios de Silves. Este incidente provocou seis mortos e pelo menos catorze feridos, e gerou um clima de insegurança entre as populações locais, que passaram a dormir dentro das muralhas, onde se sentiam protegidos. Porém, após o final deste conflito, as muralhas também entraram num profundo estado de abandono, com o encerramento e a destruição de vários elementos, situação que se acentou com o sismo de 1856. Por exemplo, aquando da construção dos Paços do Concelho, nos finais do século, foi demolida parte da muralha, no sentido de melhorar os acessos ao edifício. Entretanto, em 1840 a alcáçova fazia parte do inventário de bens nacionais para serem leiloados em hasta pública, só tendo sido removida da lista devido aos protestos do presidente da Câmara, José Manuel Serpa. Cerca de três anos depois, uma portaria entregou a gestão da alcáçova à Câmara Municipal, que seria responsável também pela sua conservação. Em cerca de 1875, foi ali instalada a cadeia e a residência do carcereiro.
Ainda no século XIX, o castelo foi alvo de trabalhos arqueológicos por parte de Estácio da Veiga, tendo sido identificada uma estrutura, conhecida como Cisterna dos Cães. Quando foi desobstruído, em 1872, foram encontrados vários fragmentos de peças de cerâmica da Idade Média, incluindo alcatruzes islâmicos. Até aos finais da centúria, o Torreão das Portas da Cidade foi ocupado pelo Tribunal Judicial e pelas dependências da Câmara Municipal.

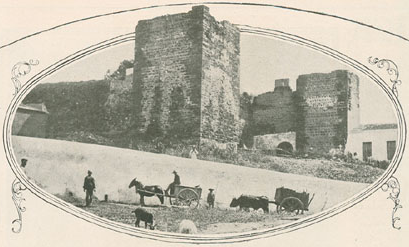
Fotografia da alcáçova, publicada na revista Ilustracao Portuguesa em 1920.

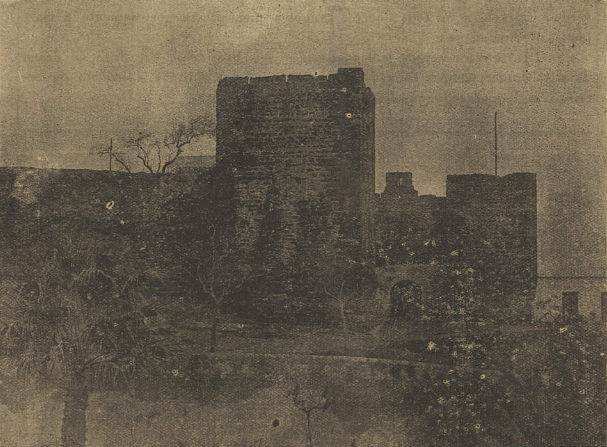
Fotografia da alcáçova, publicada no jornal O Silves em 1930.

### Século XX
O castelo foi classificado como Monumento Nacional por um Decreto de 23 de Junho de 1910, emitido pela Direcção Geral das Obras Publicas e Minas. Apesar de ter sido classificado, o castelo de Silves ainda se encontrava num péssimo estado de conservação, tendo em 1939 Abel Viana relatado que a alcáçova estava ocupada por hortas e animais domésticos, depósitos de estrume e cascalho, estando então a cadeia ainda em funcionamento, com os prisioneiros fechados nas torres. As muralhas do recinto estavam também em ruína iminente, muito fendidas e com grandes cavidades nas bases, situação que era piorada pela remoção de pedra das suas fundações, para a construção de edifícios.
Na década de 1940 foram feitas grandes obras de restauro na alcáçova, financiadas como parte dos Planos de Fomento, e que incluíram a consolidação de alguns elementos, e a demolição e reconstrução de outros, além da destruição de vários edifícios junto às muralhas, no sentido de as deixar desobstruídas. Também foram feitas escavações junto da entrada principal e da praça de armas, no sentido de baixar e regularizar o terreno, e a reparação da casa da guarda, cujos telhados foram reconstruídos. Na praça de armas, também foram feitas obras de limpeza na cisterna. Todas as torres e panos de muralha foram alvo de obras de restauro, tendo sido reforçada a torre de menagem e reconstruídos uma torre e parte da muralha, que estavam em risco iminente de ruína. Os trabalhos de consolição nas torres abrangeram igualmente alguns cunhais e abóbadas, onde foram aplicadas cintas em betão armado. Também foram totalmente reconstruídos os adarves, incluindo os degraus em cantaria, e as guarnições de ameias. Porém, estas obras levaram à destruição de parte das ruínas do palácio almóada. Em 1947 a cadeia foi transferida para um local fora da cidade, e no ano seguinte foram oficialmente concluídos os trabalhos de restauro da alcáçova. Em 1959 iniciou-se um conjunto de obras em grande parte das muralhas da Cerca da Vila, que duraram até 1966. Entretanto, em 19 de Março de 1961 o jornal Notícias do Algarve reportou que a Direcção Geral dos Edifícios e Monumentos Nacionais tinha começado trabalhos de restauro e reintegração no Torreão das Portas da Cidade, situado ao lado dos Paços do Concelho.
Em 1965 iniciou-se uma nova campanha de obras, tendo sido demolidas e apeadas estruturas em alvenaria, e removido um imóvel adossado a uma muralha. No ano seguinte prosseguiram as obras de reparação e reforço, e em 1967 foram feitas as obras de adaptação de um dos torreões a museu municipal. Em 1969, o castelo foi danificado por um sismo, tendo sido alvo de trabalhos de consolidação ainda nesse ano. Entre 1971 e 1973 teve lugar uma nova campanha de obras, que incluiu a recuperação da torre e de parte da muralha situada junto aos Paços do Concelho, e a consolidação dos paramentos num torreão. Entretanto, em 1972 a Torre da Almedina foi alvo de obras. Em 1977 foram feitos trabalhos de consolidação das muralhas, e em 1979 foi reconstruído um cunhal, e feitas obras de reparação na cobertura de uma torre e do edifícios no interior do castelo. Entretanto, em Junho de 1978 foi organizado no castelo o Festival de Cerveja, evento que fez parte do programa da Comissão Regional de Turismo do Algarve. Na década de 1980, as obras de restauro das muralhas debruçaram-se principalmente sobre os lanços a Norte, Sul e Sudeste. Em Outubro de 1980, foi emitido um despacho homologando a classificação das Muralhas de Silves e da Porta Almedina como Imóvel de Interesse Público, e nesse ano também foram reforçados os lanços da muralha orientados para os lados poente e setentrional, enquanto que em 1981 consolidaram-se duas torres na zona Norte. No ano seguinte foram assentes silhares de cantaria nos cunhais de um torreão, entre outras obras de reparação, e em 1984 foram demolidas as ruínas de um prédio adossado às muralhas junto à Rua Dr. Francisco Vieira, foram reparados e reforçados os panos de muralha, e continuaram os trabalhos de assentamento de silhares de cantaria. Também nesse ano iniciou-se uma campanha de obras de restauro no castelo, que durou até 1987. Entretanto, em 1985 prosseguiram os trabalhos de reforço das muralhas, tendo sido intervencionado um lanço no lado setentrional, e outro ao longo da Rua Dr. Francisco Vieira.
Na década de 1980 iniciaram-se trabalhos arqueológicos no castelo em larga escala, tendo as escavações começado em 1982, incidindo principalmente sobre um poço-cisterna junto a uma muralha, e sobre as ruínas de uma torre albarrã que tinha sido recentemente destruída. Entre 1985 e 1997 o castelo foi alvo de várias campanhas arqueológicas, coordenadas por Rosa Varela Gomes, como parte de um programa de estudo do povoamento da cidade até à Idade Média, tendo-se confirmado a época dos vários elementos edificados, e descoberto um importante conjunto de espólio. Entre 1986 e 1988 estudou-se principalmente a ocupação almóada da alcáçova, em 1989 as escavações foram alargadas até às casas almóadas e almorávidas, e em 1990 a uma cisterna no interior do castelo. Os trabalhos foram retomados em 1992, e no ano seguinte foi feito o desentulhamento do poço-cisterna islâmico no interior do museu, e escavadas as estruturas de condução de água no castelo, incluindo uma cisterna situada dentro do jardim almóada. Em 1994 foram encontrados indícios de ocupação da alcáçova nos séculos XIII e XIV, já após a reconquista cristã, foram feitas sondagens electromagnéticas, e prosseguiram-se os estudos sobre as cisternas e reservatórios de água. Em 1995 foi identificado um conjunto de banhos almóadas, que foi o primeiro desta época a ser encontrado em território nacional, destacando-se igualmente a descoberta de uma insígnia de chumbo de uma ordem de cavalaria inglesa. Em 1996 foram ampliadas as escavações na antiga zona palatina almóada, e foi feita a reconstrução e consolidação de algumas estruturas já descobertas, no sentido de proceder à sua musealização. Estes trabalhos prosseguiram em 1997, e nesse ano também foi escavada a Cisterna dos Cães Em 1998 foi feito o estudo monográfico dos resultados das investigações, e continuou-se a investigação sobre as zonas residenciais e outros espaços quotidianos no interior do castelo, principalmente sobre as peças de cerâmica.
Entretanto, em 1993 foram feitos trabalhos de recuperação no castelo, encerrando o ciclo de obras coordenado pela Direcção-Geral dos Edifícios e Monumentos Nacionais, que se tinha iniciado há cerca de um meio século atrás. Em Dezembro de 1995 foi publicada a Resolução do Conselho de Ministros n.º 161/95, que ratificou o Plano Director Municipal de Silves, onde as muralhas e a Porta Almedina foram classificadas como de Valor Concelhio. Em 2000 a Câmara Municipal encetou a reconstrução dos cunhais da Torre da Almedina, e fez grandes obras de reabilitação na alcáçova, que incluíram a reparação de coberturas, o restauro dos tectos pintados da Alcáçova, por parte do Centro de Estudos de Arte e Arqueologia de Tomar.  Iniciou-se igualmente um programa de museulização dos espaços no interior da alcáçova, que abrangeu o reaproveitamento dos antigos edifícios para fins educativos, e a instalação de um jardim botânico ligado à temática dos Descobrimentos Portugueses, na área do antigo quintal do Governador.

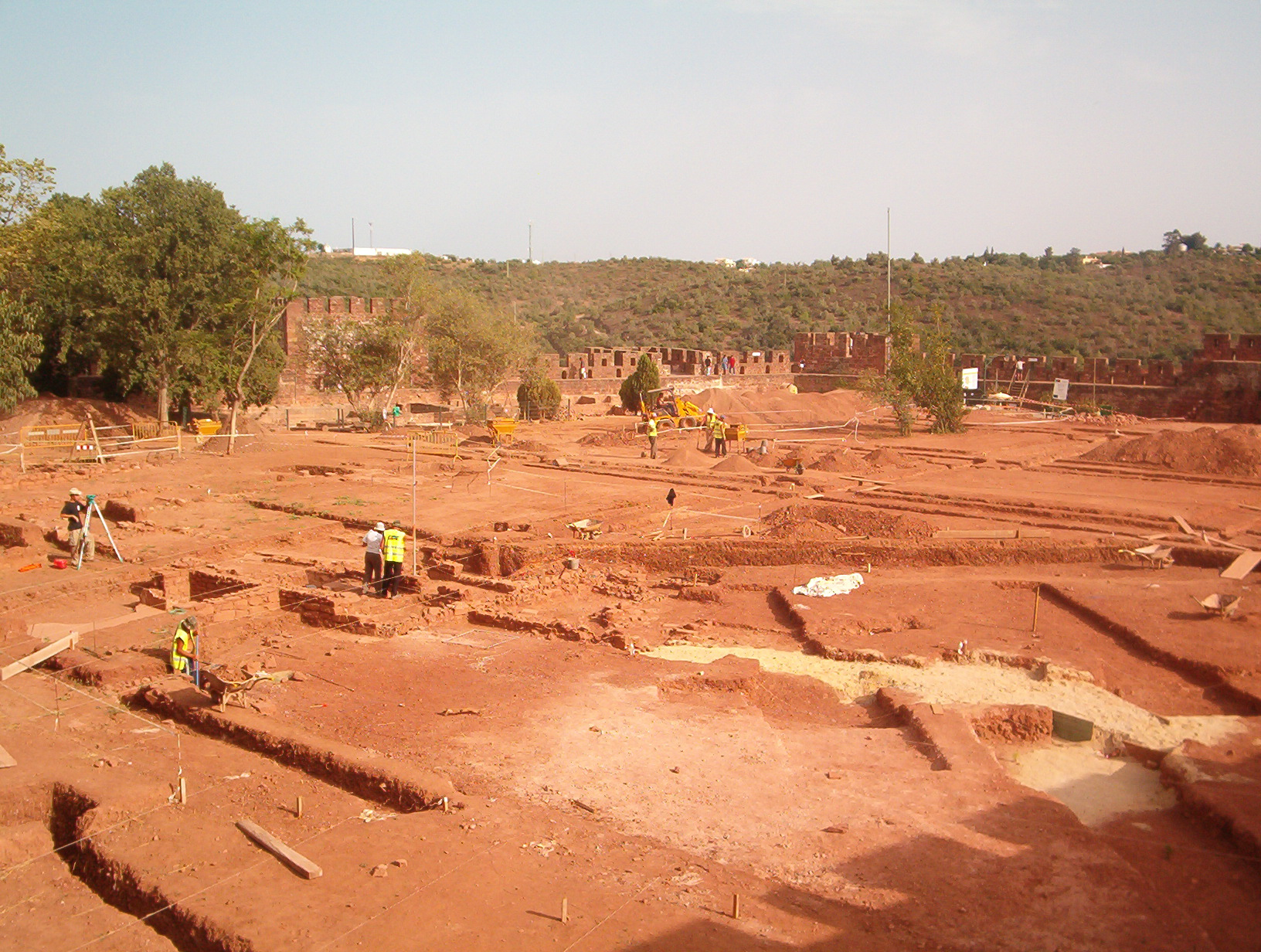
Trabalhos arqueológicos no interior da alcáçova, em 2004.

### Século XXI
Em 2001 foram feitas escavações no local onde iria ser construída a Biblioteca Municipal, tendo sido encontrados vestígios de uma muralha exterior à cerca da vila, e de várias construções residenciais e comerciais. Em 2002, continuou-se a obra de reconstrução de cunhais na Torre da Almedina, que tinham sido removidos para facilitar o trânsito automóvel, e em 2003 foram feitos trabalhos de restauro, que incluíram a consolidação e reconstrução das ruínas no seu interior, e a conservação da cisterna. Nesse ano foram também melhoradas as condições de visita à alcáçova, através da instalação de passadiços, infraestruturas de águas e esgotos, sanitários e uma cafetaria. Procurou-se também complementar a vertente histórica com exposições e outros eventos no seu interior, contando então com a exposição No caminho do lince ibérico. Em 2005 foi feita uma intervenção de limpeza no exterior do castelo.
Em Março de 2005, a Direcção-Geral dos Edifícios e Monumentos Nacionais elaborou a Carta de Risco relativa à entrada principal da muralha do castelo. Em Setembro, delegação de Faro do Instituto Português do Património Arquitectónico fez uma nova proposta para a abertura do procedimento de classificação das muralhas e da Porta Almedina, uma vez que o anterior processo extraviou-se, tendo a reabertura do expediente sido feita por um despacho de 20 de Dezembro desse ano. Em 9 de Maio de 2006, a delegação de Faro do IPPAR fez uma proposta para a classificação, e em 12 de Junho desse ano para a zona de especial de protecção daqueles imóveis. Em 12 de Junho de 2008, propôs a expansão da zona de especial protecção do castelo, de forma a abrangir a Porta da Almedina e os vestígios das muralhas, e em 1 de Outubro desse ano o conselho executivo do Instituto de Gestão do Património Arquitectónico e Arqueológico publicou um parecer, onde aprovou a zona de especial protecção daqueles imóveis, e propôs a sua classificação como Monumento Nacional. O Anúncio n.º 15560/2011, de 27 de Outubro, divulgou a intenção, por parte do IGESPAR, de propor a classificação como Monumento Nacional, e a delimitação da zona de especial protecção, tendo a classificação sido determinada pelo Decreto n.º 31-C/2012, de 31 de Dezembro, Desta forma, complementou-se anterior área protegida, que se cingia apenas à alcáçova e uma parte contígua das antigas muralhas.
Entretanto, entre 2003 e 2007 prosseguiram as escavações, no âmbito do programa POLIS de Silves, coordenadas por Rosa Varela Gomes, destacando-se a descoberta de um local de culto visigótico na área setentrional da alcáçova. Em 2006, durante os trabalhos de instalação de uma casa de chá, foram encontrados indícios de um edifício junto às muralhas, a Sudoeste da Praça de Armas, que poderá ter sido a habitação do Infante D. Henrique. Esta importante descoberta, em conjunto com as comemorações da nomeação do Infante como alcaide-mor de Silves, foi o mote para a organização, em Dezembro de 2007, da conferência O Infante D. Henrique – Alcaide-mor de Silves (1457) – Comemorações dos 550 Anos. Entrevistada pelo jornal Barlavento, a arqueóloga Rosa Varela Gomes criticou a forma como nem o programa POLIS de Silves nem a autarquia tinham «dinheiro para musealizar também esta zona do Castelo», tendo acrescentado que «seria preciso encontrar os financiamentos para continuar as investigações, talvez através do mecenato cultural, porque são testemunhos muito importantes de uma época fundamental para o Algarve e da qual, em Silves, se sabe ainda muito pouco». Afirmou igualmente que «quando se fala da Expansão, fala-se de Lagos, de onde as caravelas saíam. Mas a génese da Expansão esteve em Silves, que era o centro do poder, no Algarve». Em Agosto de 2009, o Ministro do Ambiente, Francisco Nunes Correia, visitou o castelo, como parte da cerimónia de inauguração das obras feitas no âmbito do programa POLIS.
Em Agosto de 2015, a área poente do castelo foi alvo de trabalhos arqueológicos, dirigidos por Mário e Rosa Varela Gomes, da Universidade Nova de Lisboa, com a cooperação da Câmara Municipal de Silves. Este local foi identificado como a possível Alcaidaria do Infante D. Henrique, destacando-se também o achado de um engenho de açúcar, datado dos séculos XIV ou XV. Nesse ano, a autarquia fez obras de restauro no caminho de ronda da alcáçova. Entre Agosto e Setembro de 2016 foi estudado o Palácio das Varandas, continuando os trabalhos feitos anteriormente no lado nascente e no palácio nascente, tendo estas campanhas sido feitas no âmbito do plano de musealização do castelo, como parte do programa POLIS. Como parte destas pesquisas foram estudados fragmentos de estuques situados por debaixo das ruínas do palácio almóada, elementos considerados raros em território nacional, e que pertenciam a arcarias ornamentadas com relevos, incisões e pinturas, e a paredes decoradas com motivos geométricos, epigráficos, e fitomórficos. Foram igualmente descobertos alguns elementos provenientes da batalha de 1189. Em Outubro de 2017 iniciou-se a terceira fase das escavações arqueológicas no centro histórico, tendo sido feitas várias descobertas de interesse, incluindo um pavimento em lajeado junto à Porta da Cidade, também conhecida como Porta da Almedina. Sob este pavimento foram encontradas sete moedas, provavelmente do período entre os reinados de Afonso Henriques e D. Dinis, descoberta que veio reforçar a teoria de que a Porta da Cidade tinha sido construída já após a reconquista definitiva, e não durante a época islâmica, como se pensava anteriormente. Em 2019 o castelo foi agraciado com um prémio Cinco Estrelas, na tipologia dos Monumentos Nacionais, e nesse ano a zona envolvente foi alvo de uma intervenção de restauro. Em Maio de 2021 o município iniciou obras de conservação e restauro da torre 4, como parte de um programa de restauro e requalificação dos vestígios da antiga muralha da almedina.
Em 2022 recebeu novamente o prémio Cinco Estrelas Regiões, na categoria dos Monumentos Nacionais, tendo sido um dos sete símbolos do Algarve a ser distinguido com este prémio, em conjunto com a Cataplana Algarvia, a Laranja do Algarve, Estói, o Parque Natural da Ria Formosa, a Praia da Rocha e a Serra de Monchique. Em 22 de Novembro de 2023, foi assinado o Contrato de Financiamento entre o Fundo de Salvaguarda do Património Cultural e o município de Silves, para as obras de recuperação e valorização das muralhas da almedina, intervenção orçada em mais de dois milhões de Euros.

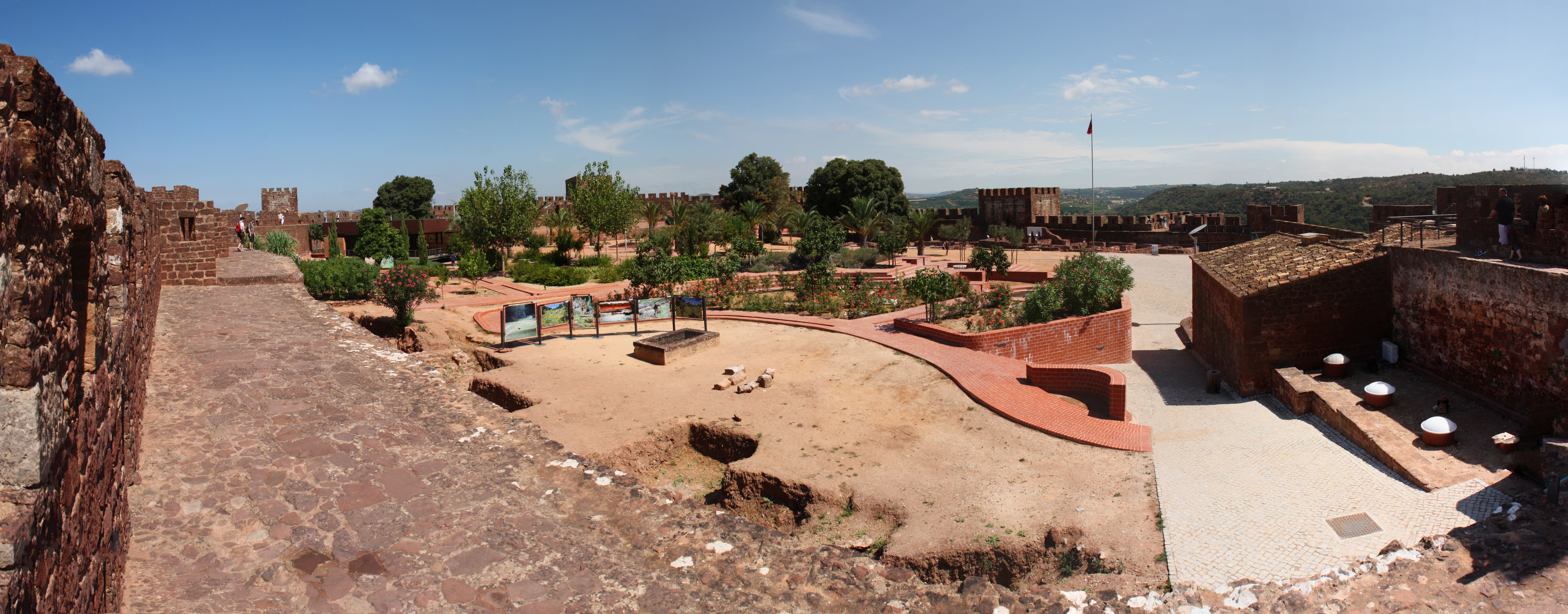
Panorâmica do interior do Castelo de Silves, no Algarve.

## Leitura recomendada
- ALEGRIA, Jose Alberto (2002). Itinerários da Terra: inventariar o património de arquitectura em terra - contributo para um inventário do concelho de Silves. Faro: [s.n.]
- AMARAL, Maria da Conceição (2014). «Muralha Islâmica». Discover Islamic Art. [S.l.]: Museum With No Frontiers
- GOMES, Rosa Varela (2005). «Da Silves islâmica à Silves da expansão. A evidência arqueológica». Monumentos (23). p. 22-29
- GOMES, Rosa Varela (2002). Estruturas defensivas medievais de Silves: Mil Anos de Fortificações na Península Ibérica e no Magreb (500-1500). Actas do Simpósio Internacional sobre Castelos. Lisboa: Edições Colibri e Câmara Municipal de Palmela. p. 325-336
- GOMES, Rosa Varela Gomes (2009). «O Castelo de Silves: Contributos da investigação recente». Xelb (Actas do 6º Encontro de Arqueologia do Algarve) (9). p. 477-488
- GOMES, Rosa Varela; GOMES, Mário Varela (2001). Palácio Almoada da Alcáçova de Silves. Lisboa: Museu Nacional de Arqueologia
- GOMES, Rosa Varela Gomes (1994). «Testemunhos arqueológicos da conquista cristã da alcáçova de Silves em 1189». V Jornadas Arqueológicas. Lisboa: [s.n.] p. 203-212
- GONÇALVES, Maria José (2010). «Novas problemáticas relacionadas com a topografia da cidade islâmica de Silves». Arqueologia Medieval (11). p. 121-140
- GONÇALVES, Maria José; SANTOS, Ana Luísa (2005). «Novos testemunhos do sistema defensivo islâmico de Silves e os restos osteológicos humanos encontrados junto à muralha de um arrabalde: notícia preliminar». Xelb (2º Encontro de Arqueologia do Algarve) (5). p. 177-200
- MAGALHÃES, Natércia (2008). Algarve: Castelos, Cercas e Fortalezas. Faro: [s.n.]
- SOUSA, João Silva de;  et al. (2016). O Infante D. Henrique, Alcaide-Mor de Silves (1457): comemorações dos 550 anos. Silves: Câmara Municipal de Silves e Instituto de Arqueologia e Paleociências da Universidade Nova de Lisboa. 83 páginas. ISBN 978-972-8505-26-4
- TORRES, Cláudio; MACIAS, Santiago (1998). O legado islâmico em Portugal. Lisboa: Círculo de Leitores
- VALENTE, Teresa (2005). «O(s) centro(s) histórico(s) de Silves». Monumentos (23). Lisboa. p. 46-51